# Línguas dos Estados Unidos
Os Estados Unidos têm o inglês (especificamente, o inglês americano) como a língua oficial do país. É também o idioma falado em casa pela maioria da população do país (aproximadamente 78,5%). Muitos outros idiomas também são falados em casa, especialmente o espanhol (13,2% da população), de acordo com a American Community Survey (ACS) do U.S. Census Bureau. Esses idiomas incluem as línguas indígenas originalmente faladas pelos povos nativos dos EUA, do Alasca, do Havaí e povos dos territórios não incorporados dos Estados Unidos, idiomas trazidos em diferentes épocas para as regiões que hoje compõem os EUA por pessoas da Europa, África, Ásia e outras partes do mundo bem como vários dialetos: línguas crioulas, línguas pidgin e línguas de sinais originárias do que hoje são hoje a intelíngua, uma língua auxiliar criada nos Estados Unidos.
A maioria dos falantes de idiomas estrangeiros nos EUA é bilíngue ou multilíngue e geralmente fala inglês. Embora 21,5% dos residentes dos EUA relatem que falam um idioma diferente do inglês em casa, apenas 8,2% falam inglês menos do que "muito bem". Aproximadamente 430 idiomas são falados ou assinados pela população, dos quais 177 são nativos dos EUA ou de seus territórios.

## Línguas mais comuns
Com base nos dados anuais da American Community Survey, o Departamento do Censo dos Estados Unidos (United States Census Bureau) publica regularmente informações sobre os idiomas mais comuns falados em casa. Ele também informa a capacidade de falar inglês das pessoas que falam outro idioma que não o inglês em casa. Em 2017, o U.S. Census Bureau publicou informações sobre o número de falantes de mais de 350 idiomas, conforme pesquisado pela ACS de 2009 a 2013, mas não tabula e informa regularmente os dados para esse número de idiomas.
De acordo com a ACS, os idiomas mais comuns falados em casa por pessoas com cinco anos de idade ou mais no período de 2017 a 2021 foram:
1. Inglês – 245 milhões (78,5%)
2. Espanhol – 41,3 milhões (13,2%)
3. Chinês (incluindo mandarim, cantonês, hokkien e todas as outras variedades) – 3,40 milhões (1,1%)
4. Tagalo (incluindo filipino) – 1,72 milhão (0,5%)
5. Vietnamita – 1,52 milhão (0,5%)
6. Árabe – 1,39 milhão
7. Francês – 1,18 milhão
8. Coreano – 1,07 milhão
9. Russo – 1,04 milhão
10. Português – 937 mil
11. Crioulo haitiano – 895 mil
12. Hindi – 865 mil
13. Alemão – 857 mil
14. Polonês – 533 mil
15. Italiano – 513 mil
16. Urdu – 508 mil
17. Persa (incluindo farsi, dari e tajique) – 472 mil
18. Telugu – 460 mil
19. Japonês – 455 mil
20. Guzerate – 437 mil
21. Bengali – 403 mil
22. Tâmil – 341 mil
23. Panjabi – 319 mil
24. Kra-dai (incluindo tailandês e laociano) – 284 mil
25. Servo-croata (incluindo bósnio, croata, montenegrino e sérvio) – 266 mil
26. Armênio – 256 mil
27. Grego – 253 mil
28. Hmong – 240 mil
29. Hebraico – 215 mil
30. Quemer – 193 mil
31. Navajo – 155 mil
32. Outras línguas indo-europeias – 662 mil
33. Iorubá, axante, ibo e outras línguas da África Ocidental – 640 mil
34. Amárico, somali e outros idiomas afro-asiáticos – 596 mil
35. Iídiche, alemão da Pensilvânia e outros idiomas germânicos ocidentais – 574 mil
36. Ilocano, samoano, havaíano e outros idiomas austronésios – 486 mil
37. Outras línguas da Ásia – 460 mil
38. Nepalês, maratha e outros idiomas indígenas – 448 mil
39. Ucraniano e outras línguas eslavas - 385 mil
40. Suaíli e outros idiomas da África Central, Oriental e Meridional – 288 mil
41. Malaiala, canarês e outros idiomas dravidianos – 280 mil
42. Outras línguas nativas da América do Norte – 169 mil
43. Outras línguas não especificadas – 327 mil

A ACS não é um censo completo, mas uma pesquisa anual baseada em amostragem. As estatísticas de idioma baseiam-se nas respostas a uma pergunta em três partes feita a todos os membros de um domicílio-alvo dos EUA que tenham pelo menos cinco anos de idade. A primeira parte pergunta se eles "falam uma língua diferente do inglês em casa". Em caso afirmativo, o chefe da família ou o principal entrevistado é solicitado a informar qual idioma cada membro fala em casa e quão bem cada indivíduo fala inglês. Não é perguntado se os indivíduos falam bem qualquer outro idioma no domicílio. Portanto, alguns entrevistados podem ter apenas uma capacidade limitada de falar esses idiomas. Além disso, é difícil fazer comparações históricas do número de falantes porque as perguntas sobre línguas usadas pelo Censo dos Estados Unidos mudaram várias vezes antes de 1980.

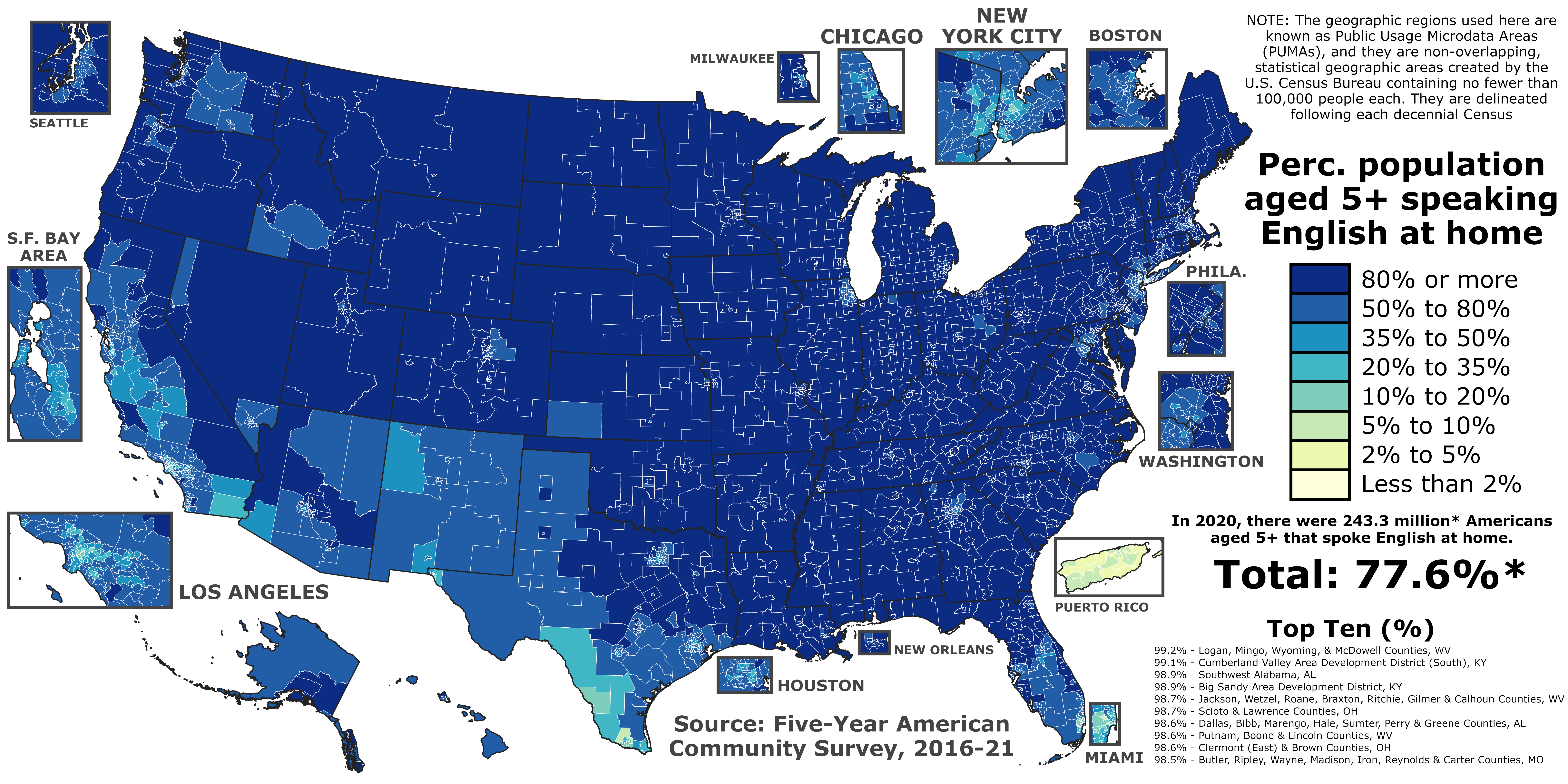
Porcentagem de americanos com mais de 5 anos de idade que falam inglês em casa em cada Área de Microdados de Uso Público (PUMA) dos cinquenta estados, do Distrito de Colúmbia e de Porto Rico, de acordo com a Pesquisa da Comunidade Americana quinquenal de 2016-2021

A ACS não tabula o número de pessoas que relatam o uso da língua de sinais americana em casa, portanto, esses dados devem vir de outras fontes. Embora as estimativas modernas indiquem que a língua de sinais americana era falada por até 500.000 americanos em 1972 (a última pesquisa oficial sobre a língua de sinais), as estimativas mais recentes, em 2011, estavam próximas de 100.000. Vários fatores culturais, como a aprovação da Lei dos Americanos com Deficiência, resultaram em oportunidades educacionais muito maiores para crianças com deficiência auditiva, o que poderia dobrar ou triplicar o número de usuários atuais da língua americana de sinais.
O inglês é o idioma mais comum nos Estados Unidos, com aproximadamente 239 milhões de falantes. O espanhol é falado por aproximadamente 35 milhões de pessoas. Os Estados Unidos têm a quarta maior população de falantes de espanhol do mundo, superada apenas pelo México, Colômbia e Argentina. Em todo o sudoeste dos Estados Unidos e em Porto Rico, comunidades de língua espanhola estabelecidas há muito tempo coexistem com um grande número de imigrantes hispanófonos mais recentes. Embora muitos dos novos imigrantes latino-americanos não sejam fluentes em inglês, quase todos os hispano-americanos de segunda geração falam inglês fluentemente, enquanto apenas cerca de metade ainda fala espanhol.
De acordo com o Censo dos EUA de 2000, as pessoas de ascendência alemã constituíam o maior grupo étnico dos Estados Unidos, mas o idioma alemão estava em quinto lugar. O italiano, o polonês e o francês ainda são amplamente falados entre as populações descendentes de imigrantes do início do século XX, mas o uso desses idiomas está diminuindo à medida que as gerações mais velhas morrem. O russo também é falado por populações de imigrantes.
O tagalo e o vietnamita têm mais de um milhão de falantes cada um nos Estados Unidos, quase inteiramente entre as populações de imigrantes recentes. Ambos os idiomas, juntamente com as variedades do chinês (principalmente cantonês, taishanês e mandarim padrão), japonês e coreano, são usados atualmente nas eleições no Alasca, Califórnia, Havaí, Illinois, Nova Iorque, Texas e Washington.
Os idiomas nativos americanos são falados em pequenas áreas do país, mas essas populações estão diminuindo, e os idiomas raramente são amplamente usados fora das reservas. Além do inglês, do espanhol, do francês, do alemão, do navajo e de outros idiomas nativos americanos, todos os outros idiomas são geralmente aprendidos de ancestrais imigrantes que vieram após a época da independência ou aprendidos por meio de alguma forma de educação.
A língua americana de sinais é a língua de sinais mais comum nos Estados Unidos, embora existam línguas de sinais não relacionadas que também foram desenvolvidas nos estados e territórios, principalmente no Pacífico. Não há números concretos de usuários de sinais, mas é provável que hajam mais de 250.000. Os idiomas estrangeiros mais ensinados nos Estados Unidos, em termos de número de matrículas desde o jardim de infância até a graduação universitária são o espanhol, o francês e o alemão. Outros idiomas comumente ensinados são o latim, o japonês, a linguagem americana de sinais, o italiano e o chinês.

## Línguas oficiais
Os Estados Unidos nunca tiveram um idioma oficial em nível federal até 1.º de março de 2025, quando o presidente Donald Trump assinou uma ordem executiva declarando o inglês como língua oficial dos EUA.

Mapa do status do idioma oficial dos EUA por estado.
Inglês declarado a língua oficial
Vários idiomas oficiais, incluindo o inglês (Alasca, Havaí, Dakota do Sul), ou idiomas com status especial (Novo México)
Nenhuma língua oficial definida.

 Fora de Porto Rico, o inglês é o principal idioma usado para legislação, regulamentações, ordens executivas, tratados, decisões de tribunais federais e todos os outros pronunciamentos oficiais. No entanto, as leis exigem que documentos como cédulas sejam impressos em vários idiomas quando há um grande número de pessoas que não falam inglês em uma área.
Trinta e dois estados, em alguns casos como parte do que tem sido chamado de movimento English-only (somente inglês), adotaram uma legislação que concede status oficial ao inglês. Normalmente, apenas o "inglês" é especificado, não uma variedade específica como o inglês americano. (De 1923 a 1969, o estado de Illinois reconheceu seu idioma oficial como "americano"). O havaiano, embora tenha poucos falantes nativos, é um idioma oficial junto com o inglês no estado do Havaí. O Alasca tornou oficiais cerca de 20 idiomas nativos, juntamente com o inglês; por exemplo, o Alasca fornece informações de votação em inupiaque, yupik siberiano, gwich’in, yupik central e koyukon, entre outros. Em 1º de julho de 2019, uma lei entrou em vigor tornando o lacota, o dacota e o nacota os idiomas indígenas oficiais da Dakota do Sul. O francês é um idioma de fato, mas não oficial no Maine e na Luisiana, enquanto a lei do Novo México concede ao espanhol um status especial. O governo da Luisiana oferece serviços e a maioria dos documentos em inglês e francês, e o Novo México o faz em inglês e espanhol.
O inglês é pelo menos um dos idiomas oficiais em todos os cinco territórios permanentemente habitados dos EUA. Em Porto Rico, tanto o inglês quanto o espanhol são oficiais, embora o espanhol tenha sido declarado o principal idioma oficial. O sistema escolar e o governo operam quase inteiramente em espanhol, mas a lei federal exige que o Tribunal Distrital dos Estados Unidos para o Distrito de Porto Rico use o inglês, como o restante do sistema judicial federal. Guam reconhece o inglês e o chamorro. Nas Ilhas Virgens Americanas, o inglês é o único idioma oficial. Na Samoa Americana, tanto o inglês quanto o samoano são reconhecidos oficialmente; o inglês é comum, mas o samoano também é visto em algumas comunicações oficiais. Nas Ilhas Marianas Setentrionais, o inglês, o chamorro e o caroliniano são oficiais.
No Novo México, embora a constituição estadual não especifique um idioma oficial, as leis são publicadas em inglês e espanhol, e os materiais e serviços do governo são legalmente exigidos (por lei) para que sejam acessíveis aos falantes de ambos os idiomas, bem como aos navajos e a vários idiomas pueblo. O Novo México também tem seu próprio dialeto de espanhol, que difere do espanhol falado no restante da América Latina.
O algonquiano, o cherokee e o sioux estão entre os muitos outros idiomas nativos americanos que são oficiais ou co-oficiais em muitas reservas indígenas e pueblos dos EUA. Em Oklahoma, antes de se tornar estado em 1907, as autoridades do território debateram se os idiomas cherokee, choctaw e muscogee deveriam ou não ser co-oficiais, mas a ideia nunca ganhou força. O cherokee é oficialmente reconhecido pela Nação Cherokee dentro da área de jurisdição tribal cherokee no leste de Oklahoma.
Depois que Nova Amsterdã (anteriormente uma colônia holandesa) foi transferida para a administração inglesa (tornando-se a Província de Nova Iorque) no final do século XVII, o inglês suplantou o holandês como idioma oficial. No entanto, "o holandês continuou sendo o idioma principal para muitas funções civis e eclesiásticas e para a maioria dos assuntos privados durante o século seguinte". O dialeto holandês está extinto.
A Califórnia concordou em permitir a publicação de documentos estaduais em outros idiomas para representar grupos minoritários e comunidades de imigrantes. Idiomas como espanhol, os chinêses, coreano, tagalo, persa, russo, vietnamita e tailandês aparecem nos documentos oficiais do estado, e o Department of Motor Vehicles (Departamento de Veículos Motorizados) publica em nove idiomas.
A questão do multilinguismo também se aplica aos estados do Arizona e do Texas. Embora a constituição do Texas não tenha uma política de idioma oficial, o Arizona aprovou uma proposta em 2006 declarando o inglês como o idioma oficial. No entanto, a lei do Arizona exige a distribuição de cédulas de votação em espanhol, bem como em idiomas indígenas como navajo, o'odham e hopi, nos condados onde são falados.
Uma lenda urbana popular chamada de lenda de Muhlenberg afirma que o alemão quase se tornou um idioma oficial dos Estados Unidos, mas perdeu por um voto. Na verdade, foi uma solicitação de um grupo de imigrantes alemães para que houvesse uma tradução oficial das leis para o alemão. Desde então, o presidente da Câmara, Frederick Muhlenberg, passou a ser associado à lenda.
| Local                        | Inglês como oficial | Outras línguas oficiais | Notas |
| ---------------------------- | ------------------- | --- | --- |
| Alabama                      | Sim                 | Nenhuma | Desde 1990. |
| Alasca                       | Sim                 | Inupiaque, yupik siberiano, yupik siberiano central, alutiiq, unangax, dena'ina, deg xinag, holikachuk, koyukon, kuskokwim superior, gwich'in, tanana superior, tanacross, hän, ahtna, eyak, tlingit, haida, tsimshian. | |
| Arizona                      | Sim                 | Nenhuma | Desde 2006, a lei de 1988 é considerada inconstitucional. |
| Arkansas                     | Sim                 | Nenhuma | Desde 1987 |
| Califórnia                   | Sim                 | Nenhuma | Desde 1986 com a Proposição 63 |
| Carolina do Norte            | Sim                 | Nenhuma | Desde 1987. |
| Carolina do Sul              | Sim                 | Nenhuma | Desde 1987. |
| Colorado                     | Sim                 | Nenhuma | Desde 1988; de 1876–1990 a Constituição do Colorado exigiu que as leis fossem publicadas em inglês, espanhol e alemão. |
| Connecticut                  |                     | Nenhuma | |
| Dakota do Norte              | Sim                 | Nenhuma | Desde 1987. |
| Dakota do Sul                | Sim                 | Sioux | Desde 1995. |
| Delaware                     |                     | Nenhuma | |
| Flórida                      | Sim                 | Nenhuma | Desde 1988. |
| Geórgia                      | Sim                 | Nenhuma | Desde 1996. |
| Havaí                        | Sim                 | Havaiano | Desde 1978. |
| Idaho                        | Sim                 | Nenhuma | Desde 2007. |
| Illinois                     | Sim                 | Nenhuma | Desde 1969; "americano" foi o idioma oficial de 1923 a 1969. |
| Indiana                      | Sim                 | Nenhuma | Desde 1984. |
| Iowa                         | Sim                 | Nenhuma | Desde 2002. |
| Kansas                       | Sim                 | Nenhuma | Desde 2007. |
| Kentucky                     | Sim                 | Nenhuma | Desde 1984. |
| Luisiana                     |                     | Nenhuma | O francês tem um status especial desde a fundação do Conselho para o Desenvolvimento do Francês na Luisiana (CODOFIL) em 1968. |
| Maine                        |                     | Nenhuma | |
| Maryland                     |                     | Nenhuma | |
| Massachusetts                | Sim                 | Nenhuma | Desde 2002, a lei de 1975 foi considerada inconstitucional. |
| Michigan                     |                     | Nenhuma | |
| Minnesota                    |                     | Nenhuma | |
| Mississippi                  | Sim                 | Nenhuma | Desde 1987. |
| Missouri                     | Sim                 | Nenhuma | Desde 1998; emenda constitucional em 2008. |
| Montana                      | Sim                 | Nenhuma | Desde 1995. |
| Nebraska                     | Sim                 | Nenhuma | Desde 1920. |
| Nevada                       | Nenhuma             | Nenhuma | |
| Nova Hampshire               | Sim                 | Nenhuma | Desde 1995. |
| Nova Jérsei                  | Nenhuma             | Nenhuma | |
|                              | Nenhuma             | Nenhuma | O espanhol tem reconhecimento especial desde a aprovação da constituição estadual em 1912. |
| Nova Iorque                  |                     | Nenhuma | |
| Ohio                         |                     | Nenhuma | |
| Oklahoma                     | Sim                 | Nenhuma | Desde 2010. O idioma choctaw é oficial na nação choctaw, e o idioma cherokee é oficial na nação cherokee e na tribo United Keetoowah Band of Cherokee Indians (UKB) desde 1991. |
| Óregon                       |                     | Nenhuma | English Plus (movimento contrário ao English Only, que defende o uso apenas de inglês) desde 1989. |
| Pensilvânia                  |                     | Nenhuma | |
| Rhode Island                 |                     | Nenhuma | English Plus desde 1992. |
| Tennessee                    | Sim                 | Nenhuma | Desde 1984. |
| Texas                        |                     | Nenhuma | |
| Utah                         | Sim                 | Nenhuma | English Only de 2000–2021; desde 2021, desde 2010. O idioma choctaw é oficial na nação choctaw, e o idioma cherokee é oficial na nação cherokee e no UKB desde 1991. |
| Vermont                      |                     | Nenhuma | |
| Virginia                     | Sim                 | Nenhuma | Desde 1996. |
| Washington                   |                     | Nenhuma | English Plus desde 1989. |
| Virgínia Ocidental           | Sim                 | Nenhuma | Desde 2016. |
| Wisconsin                    |                     | Nenhuma | |
| Wyoming                      | Sim                 | Nenhuma | Desde 1996. |
| Distrito de Columbia         |                     | Nenhuma | A Lei de Acesso ao Idioma de 2004 garante acesso e participação iguais em serviços, programas e atividades públicas para residentes do Distrito de Colúmbia que não podem (ou têm capacidade limitada para) falar, ler ou escrever em inglês. Os falantes de amárico, francês, idiomas chineses, espanhol, vietnamita e coreano recebem acomodações adicionais. |
| Samoa Americana              | Sim                 | Samoano | |
| Guam                         | Sim                 | Chamorro | |
| Ilhas Marianas Setentrionais | Sim                 | Chamorro, caroliniano | |
| Porto Rico                   | Sim                 | Espanhol | |
| Ilhas Virgens Americanas     | Sim                 | Nenhuma | |

### Educação
A educação bilíngue nos Estados Unidos, geralmente um conceito diferente dos programas escolares de imersão no idioma ou de dois idiomas, é uma área de controvérsia política. Nas aulas bilíngues padrão, o idioma que não é o inglês (geralmente espanhol ou um idioma chinês) é utilizado durante um período de tempo quando os alunos não têm proficiência em inglês. Caso contrário, o meio de instrução em quase todas as escolas dos EUA, em todos os níveis, é o inglês. As exceções são as aulas de idiomas, como francês ou alemão, ou a educação geral no território de Porto Rico, onde o espanhol é o padrão. O inglês é o idioma de instrução no território da Samoa Americana, apesar de a maioria dos alunos falar samoano como idioma nativo.
Há também centenas de escolas de imersão em idiomas e de dois idiomas nos Estados Unidos que ensinam em vários idiomas, inclusive espanhol, Havaíano, chamorro, francês e mandarim (por exemplo, a Mandarin Immersion Magnet School no Texas). Entretanto, o inglês é uma aula obrigatória em todas essas escolas.

## Idiomas africanos, asiáticos e europeus
| Principais línguas faladas em casa nos Estados Unidos | Principais línguas faladas em casa nos Estados Unidos | Principais línguas faladas em casa nos Estados Unidos | Principais línguas faladas em casa nos Estados Unidos | Principais línguas faladas em casa nos Estados Unidos |
| ----------------------------------------------------- | ----------------------------------------------------- | ----------------------------------------------------- | ----------------------------------------------------- | ----------------------------------------------------- |
| LÍNGUA                                                |                                                       |                                                       | PORCENTAGEM                                           |                                                       |
| Inglês                                                | Inglês                                                |                                                       | 78,1%                                                 | 78,1%                                                 |
| Espanhol                                              | Espanhol                                              |                                                       | 13,5%                                                 | 13,5%                                                 |
| Outras línguas indo-europeias                         | Outras línguas indo-europeias                         |                                                       | 3,7%                                                  | 3,7%                                                  |
| Asiáticas e da Oceania                                | Asiáticas e da Oceania                                |                                                       | 3,6%                                                  | 3,6%                                                  |
| Outras                                                | Outras                                                |                                                       | 1,2%                                                  | 1,2%                                                  |

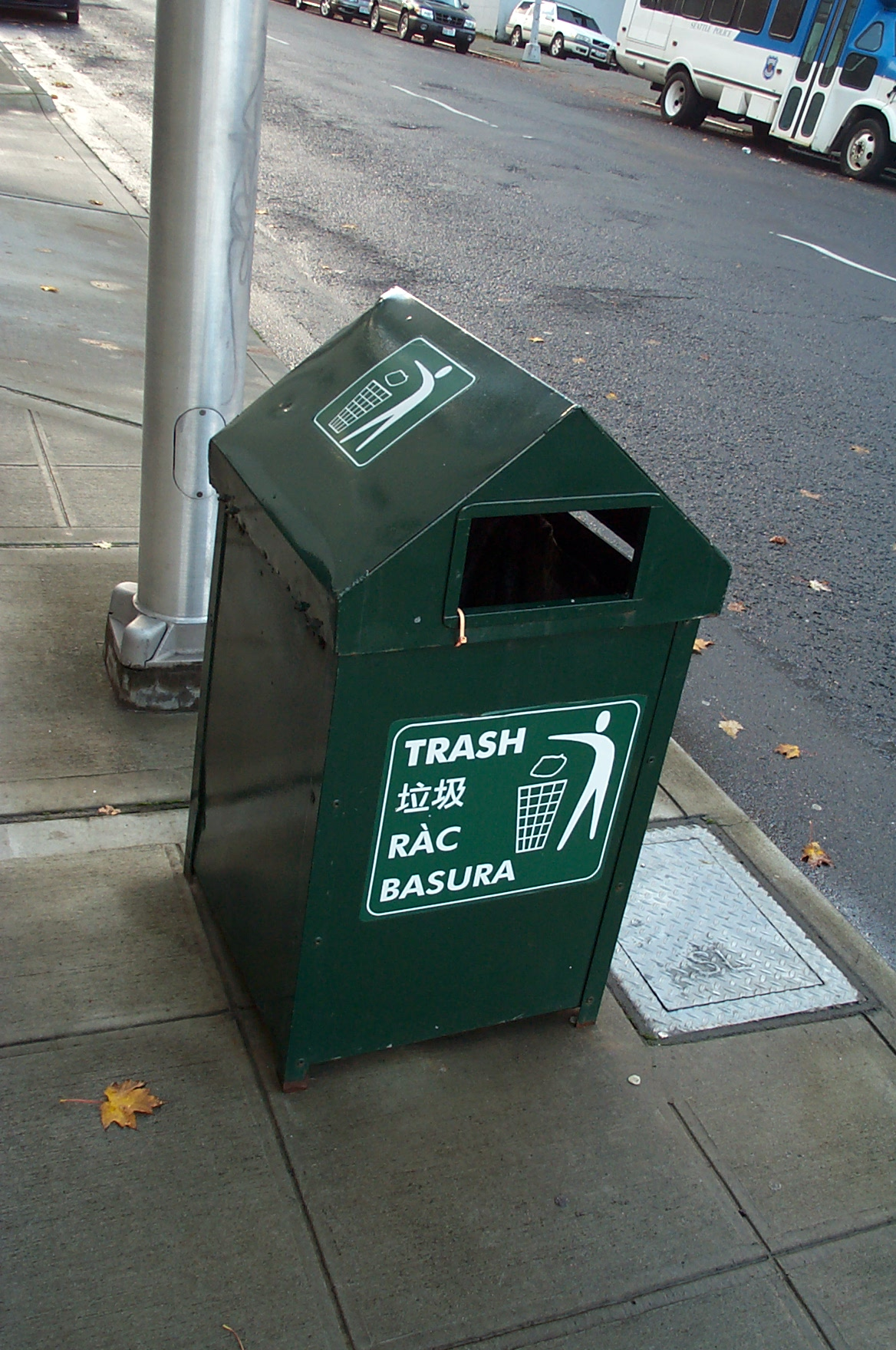
Uma lata de lixo em Seattle com etiquetas em quatro idiomas: inglês, chinês, vietnamita (escrito como "ràc" em vez de "rác") e espanhol. Basura também é uma palavra emprestada pelo tagalo, falado na cidade.

Alguns Alguns dos primeiros idiomas europeus a serem falados nos Estados Unidos foram o inglês, o holandês, o francês, o espanhol e o sueco.
A partir de meados do século XIX, a nação passou a contar com um grande número de imigrantes que falavam pouco ou nada de inglês e, em todo o país, as leis estaduais, constituições e procedimentos legislativos apareceram nos idiomas de grupos de imigrantes politicamente importantes. Havia escolas bilíngues e jornais locais em idiomas como alemão, ucraniano, húngaro, irlandês, italiano, norueguês, grego, polonês, sueco, romeno, tcheco, japonês, iídiche, hebraico, lituano, galês, cantonês, búlgaro, holandês, português e outros, apesar da oposição às leis de uso exclusivo do inglês que, por exemplo, ilegalizavam serviços religiosos, conversas telefônicas e até mesmo conversas na rua ou em plataformas ferroviárias em qualquer idioma que não fosse o inglês, até que a primeira dessas leis foi considerada inconstitucional em 1923 (Meyer v. Nebraska).
Vários estados e territórios americanos também tinham populações nativas que falavam seu próprio idioma antes de entrar para a União Americana e mantiveram seus idiomas originais por séculos: exemplos são o russo do Alasca no Alasca, o francês da Luisiana na Luisiana, o alemão da Pensilvânia na Pensilvânia e o espanhol de Porto Rico em Porto Rico.

## Línguas históricas

### Inglês (245 milhões de falantes)

Distribuição da língua inglesa nos Estados Unidos.

O inglês foi herdado da colonização britânica e é falado pela maioria da população. O inglês tem se tornado cada vez mais comum: quando os Estados Unidos foram fundados, 40% dos norte-americanos falavam inglês. Em 2002, 87% dos americanos falavam inglês como primeiro idioma. É o idioma nacional de facto, o idioma no qual os negócios do governo são realizados. De acordo com o U.S. Census Bureau, 80% falavam somente inglês em casa e todos, com exceção de aproximadamente 13.600.000 residentes dos EUA com 5 anos ou mais, falam inglês "bem" ou "muito bem".
O inglês americano é diferente do inglês britânico em termos de ortografia (um exemplo é o "u" solto em palavras como color/colour), gramática, vocabulário, pronúncia e uso de gírias. As diferenças geralmente não são uma barreira para a comunicação eficaz entre um falante de inglês americano e um falante de inglês britânico.
Alguns estados, como a Califórnia, alteraram suas constituições para tornar o inglês o único idioma oficial, mas, na prática, isso significa apenas que os documentos oficiais do governo devem estar pelo menos em inglês, e não significa que devam estar disponíveis exclusivamente em inglês. Por exemplo, o exame padrão da carteira de motorista Classe C da Califórnia está disponível em 32 idiomas diferentes.

### Espanhol (41,3 milhões de falantes)

Distribuição do idioma espanhol nos Estados Unidos.

O espanhol também foi herdado da colonização e é sancionado como oficial na comunidade de Porto Rico, onde é o idioma geral de instrução em escolas e universidades. Nos 50 estados, no Distrito de Colúmbia e em todos os territórios, exceto Porto Rico, o espanhol é ensinado como língua estrangeira ou segunda língua. É falado em casa em áreas com grandes populações hispânicas: o sudoeste dos Estados Unidos, ao longo da fronteira com o México, bem como na Flórida, partes da Califórnia, Distrito de Colúmbia, Illinois, Nova Jérsei e Nova Iorque. Em comunidades hispânicas de todo o país, placas bilíngues em espanhol e inglês são comuns. Além disso, existem vários bairros (como Washington Heights, em Nova Iorque, ou Pequena Havana, em Miami) em que quarteirões inteiros da cidade têm apenas placas em espanhol e pessoas que falam espanhol.
| Ano     | Número de falantes | Porcentagem da população |
| ------- | ------------------ | ------------------------ |
| 1980    | 11 milhões         | 5%                       |
| 1990    | 17.3 milhões       | 7%                       |
| 2000    | 28.1 milhões       | 10%                      |
| 2010    | 37 milhões         | 13%                      |
| 2012    | 38.3 milhões       | 13%                      |
| 2015    | 41 milhões         | 14%                      |
| Fontes: |                    |                          |

As gerações mais jovens de não hispânicos nos Estados Unidos optam por estudar espanhol como idioma estrangeiro ou segundo idioma em um número muito maior do que outras opções de segundo idioma. Isso provavelmente se deve, em parte, ao crescimento da população hispânica e à crescente popularidade dos filmes e músicas latino-americanos executados em espanhol. A American Community Survey de 2009 mostrou que o espanhol era falado em casa por mais de 35 milhões de pessoas com 5 anos de idade ou mais, o que faz dos Estados Unidos a quinta maior comunidade de falantes de espanhol do mundo, superada apenas pelo México, Colômbia, Espanha e Argentina. Desde então, o número de pessoas que falam espanhol em casa, segundo a ACS, aumentou (veja a tabela).

#### Espanhol neomexicano

O Estado do Novo México.

No norte do Novo México e no sul do Colorado, os falantes de espanhol ficaram isolados por séculos no sul das Montanhas Rochosas e desenvolveram um dialeto distinto do espanhol falado nos outros lugares: o espanhol do Novo México (ou espanhol neomexicano). O dialeto apresenta uma mistura de castelhano, galego e, mais recentemente, espanhol mexicano, além de palavras emprestadas dos pueblo. O espanhol neomexicano também contém uma grande proporção de palavras emprestadas para o inglês, principalmente para palavras tecnológicas (por exemplo, bos, troca e telefón).
Os falantes do espanhol do Novo México são, em sua maioria, descendentes de colonos espanhóis que chegaram ao Novo México entre os séculos XVI e XVIII. Durante esse período, o contato com o restante da América espanhola foi limitado, e o espanhol do Novo México se desenvolveu por conta própria. Nesse meio tempo, os colonos espanhóis coexistiram e se casaram com os povos pueblo e navajos. Após a Guerra Mexicano-Americana, o Novo México e todos os seus habitantes ficaram sob o governo dos Estados Unidos de língua inglesa e, nos cem anos seguintes, o número de falantes de inglês aumentou.

#### Espanhol porto-riquenho

A Comunidade (Commonwealth) de Porto Rico.

O espanhol porto-riquenho é o principal idioma e dialeto do povo de Porto Rico, bem como de muitas pessoas descendentes de porto-riquenhos em outros lugares dos Estados Unidos.

#### Spanglish
O spanglish é uma variante de troca de código do espanhol e do inglês e é falado em áreas com grandes populações bilíngues de falantes de espanhol e inglês, como ao longo da fronteira entre o México e os Estados Unidos (Califórnia, Arizona, Novo México e Texas), na Flórida e na cidade de Nova Iorque.

### Francês (2,08 milhões de falantes)

Distribuição do idioma francês nos Estados Unidos.

O francês, o quarto idioma mais comum (quando todas as variedades do francês são combinadas e idiomas separados, porém relacionados, como o crioulo haitiano), é falado principalmente pelos crioulos da Luisiana, nativos franceses, cajuns, haitianos e franco-canadenses. É amplamente falado no Maine, Nova Hampshire, Vermont e na Luisiana, com notáveis enclaves francófonos no Condado de St. Clair, Michigan, em muitas áreas rurais da Península Superior de Michigan e na área norte da Baía de São Francisco. Devido ao seu legado na Luisiana, esse estado é atendido pelo Conselho para o Desenvolvimento do Francês na Luisiana (CODOFIL), a única agência estadual nos Estados Unidos cuja missão é atender a uma população linguística. Em outubro de 2018, a Luisiana se tornou o primeiro estado dos EUA a aderir à Organização Internacional da Francofonia.
Três variedades de francês se desenvolveram no que hoje são os Estados Unidos durante a época colonial, incluindo o francês da Luisiana, o francês do Missouri e o francês da Nova Inglaterra (essencialmente uma variante do francês canadense). O francês é a segunda língua mais falada nos estados da Luisiana e do Maine. As maiores comunidades de língua francesa nos Estados Unidos residem no nordeste do Maine; em Hollywood e Miami, na Flórida; na cidade de Nova Iorque; em certas áreas da Luisiana rural; e em pequenas minorias em Vermont e Nova Hampshire. Muitas das comunidades da Nova Inglaterra estão ligadas ao dialeto encontrado do outro lado da fronteira, em Quebec ou Novo Brunswick. Mais de 13 milhões de americanos têm herança francesa primária, mas apenas 2 milhões falam francês ou quaisquer crioulos regionais e variações linguísticas em casa.

#### Francês da Luisiana

Distribuição do idioma cajun nos Estados Unidos

O francês da Luisiana (francês cajun: français de la Louisiane; crioulo da Luisiana: françé la lwizyàn) é um termo abrangente para os dialetos e variedades da língua francesa falada tradicionalmente na baixa Luisiana colonial.
O francês é falado em todas as linhas étnicas e raciais pelos franceses da Luisiana, que podem se identificar como cajuns ou crioulos, bem como como chitimachas, houmas, biloxis, tunica, choctaw, acadianos e índios franceses, entre outros. Por essas razões, bem como pela influência relativamente pequena que o francês acadiano teve na região, o rótulo francês da Luisiana ou francês regional da Luisiana (francês: français régional Luisianais) é geralmente considerado mais preciso e inclusivo do que "francês cajun" e é o termo preferido por linguistas e antropólogos. No entanto, o "francês cajun" é comumente usado no discurso leigo por falantes do idioma e outros habitantes da Luisiana.

### Alemão (1,29 milhão de falantes)

Estados germano-americanos

O alemão era um idioma amplamente falado em algumas colônias, especialmente na Pensilvânia, onde vários protestantes de língua alemã e outras minorias religiosas se estabeleceram para escapar da perseguição na Europa. Outra onda de assentamentos ocorreu quando alemães fugindo do fracasso das revoluções alemãs do século XIX emigraram para os Estados Unidos. Um grande número desses imigrantes alemães se estabeleceu nas áreas urbanas, com bairros de língua alemã em muitas cidades e vários jornais e periódicos locais em língua alemã. Nessa época, os agricultores alemães também se dedicaram à agricultura em todo o país, incluindo a região de Texas Hill Country. O idioma foi amplamente falado até a entrada dos Estados Unidos na Primeira Guerra Mundial.
No início do século XX, o alemão era a língua estrangeira mais estudada nos Estados Unidos. Atualmente, mais de 49 milhões de americanos afirmam ter ascendência alemã, o maior grupo étnico autodenominado nos EUA, mas menos de 4% deles falam um idioma diferente do inglês em casa, de acordo com a  American Community Survey de 2005. Os amish falam um dialeto do alemão conhecido como alemão da Pensilvânia. Um motivo para esse declínio do idioma alemão foi a percepção, durante as duas guerras mundiais, de que falar o idioma do inimigo era antipatriótico; o ensino de idiomas estrangeiros foi proibido em alguns lugares durante a Primeira Guerra Mundial. Diferentemente das ondas anteriores, eles estavam mais concentrados nas cidades e se integraram rapidamente. Outro motivo para o declínio do alemão foi a falta de imigrantes de primeira geração, pois a imigração da Europa Ocidental para os Estados Unidos diminuiu após as guerras mundiais.
Ondas de palatinos coloniais do Palatinado Renano, um dos estados do Sacro Império Romano-Germânico, estabeleceram-se na Província de Nova Iorque e na Província da Pensilvânia. Os primeiros palatinos chegaram no final dos anos 1600, mas a maioria chegou ao longo dos anos 1700; eles eram conhecidos coletivamente como holandeses palatinos. Os alemães da Pensilvânia se estabeleceram em outros estados, inclusive Indiana e Ohio. Por muitos anos, o termo "palatino" significava alemão-americano.
Há um mito (conhecido como Muhlenberg) de que o alemão seria o idioma oficial dos EUA, mas isso é impreciso e se baseia em uma tentativa fracassada de traduzir documentos do governo para o alemão. O mito também se deve ao fato de o alemão ser o segundo idioma oficial da Pensilvânia; no entanto, a Pensilvânia não tem um idioma oficial. Embora mais de 49 milhões de americanos afirmem ter ancestrais alemães, apenas 1,24 milhão de americanos falam alemão em casa. Muitas dessas pessoas são amish e menonitas ou alemães que imigraram recentemente (por exemplo, por motivos profissionais).

#### Alemão da Pensilvânia

Distribuição do idioma holandês da Pensilvânia nos Estados Unidos

O alemão da Pensilvânia é um dialeto do alemão palatino tradicionalmente falado pelos alemães da Pensilvânia e que se estabeleceu no Centro-Oeste, em lugares como Ohio, Indiana, Iowa e outros estados, onde muitos dos falantes vivem atualmente. Ele evoluiu do dialeto alemão do Palatinado trazido para a América pelos alemães dessa região nos anos 1700. Os alemães da Pensilvânia falam o alemão da Pensilvânia e aderem a diferentes denominações cristãs: luteranos, reformados alemães, menonitas, amish, irmãos batistas alemães, católicos romanos, sendo que atualmente, o idioma é falado principalmente pelos amish e menonitas da velha ordem.

#### Alemão texano
O alemão do Texas consiste em um grupo de dialetos do alto-alemão falado pelos texanos alemães, descendentes de imigrantes alemães que se estabeleceram no estado em meados do século XIX.

#### Iídiche de Nova Iorque

Distribuição do idioma iídiche nos Estados Unidos

O iídiche tem uma história muito mais longa nos Estados Unidos do que o hebraico. Ele está presente desde pelo menos o final do século XIX e continua a ter cerca de 148.000 falantes de acordo com a American Community Survey de 2009. Embora tivessem origens geográficas variadas e abordagens diferenciadas em relação à adoração, os judeus imigrantes da Europa Central, Alemanha e Rússia geralmente se uniam sob um entendimento comum do idioma iídiche quando se estabeleceram nos Estados Unidos e, em um determinado momento, dezenas de publicações estavam disponíveis nessa língua na maioria das cidades da Costa Leste. Embora tenha diminuído bastante desde o final da Segunda Guerra Mundial, ela não desapareceu. Muitos imigrantes e expatriados israelenses têm pelo menos algum conhecimento do idioma, além do hebraico, e muitos dos descendentes da grande migração de judeus asquenazes do século passado incrementam seu vocabulário majoritariamente inglês com algumas palavras emprestadas. Além disso, é uma língua franca entre os judeus americanos (especialmente os judeus chassídicos), concentrados em Los Angeles, Miami e Nova Iorque. Uma difusão significativa de palavras emprestadas do iídiche para a população não judaica continua a ser uma característica distintiva do inglês da cidade de Nova Iorque. Algumas dessas palavras incluem glitch, chutzpah, mensch, kvetch, klutz, etc.

### Russo (1,04 milhão de falantes)

Distribuição do idioma russo nos Estados Unidos

A língua russa é falada em áreas de alguns estados, incluindo Nova Iorque, Califórnia, Washington, Nova Jérsei, Illinois, Massachusetts, Pensilvânia e Alasca. É falada principalmente em bairros de imigrantes de algumas cidades: Nova Iorque, Boston, Los Angeles, São Francisco, Filadélfia, Chicago, Seattle, Sacramento, Spokane, Miami, Washington, Portland e Woodburn. A Russian-American Company era proprietária de quase todo o que se tornou o Território do Alasca até sua venda logo após a Guerra da Crimeia. A presença de falantes de russo nos Estados Unidos sempre foi limitada, especialmente após o assassinato da dinastia dos czares Romanov. No entanto, a partir da década de 1970 e até meados da década de 1990, muitos falantes de russo da União Soviética e, posteriormente, de suas repúblicas constituintes, como Rússia, Moldávia, Ucrânia, Bielorrússia e Uzbequistão, imigraram para os Estados Unidos, aumentando o uso da língua no país.
Os maiores bairros de língua russa nos Estados Unidos são o Brooklyn (especificamente na área de Brighton Beach), Queens e Staten Island, na cidade de Nova Iorque; em partes de Los Angeles, especialmente em West Los Angeles e West Hollywood; em partes da Filadélfia, especialmente no extremo nordeste; e em partes de Miami, como Sunny Isles Beach.
O grupo de mídia de língua russa Slavic Voice of America, com sede em Dallas, Texas, atende aos americanos de língua russa.

#### Russo do Alasca

O estado do Alasca

O russo do Alasca, conhecido localmente como russo antigo, é um dialeto do russo influenciado pela língua alutiiq falada pelos crioulos do Alasca. A maioria de seus falantes vive na Ilha Kodiak e em Ninilchik (Península de Quenai). Ele foi isolado de outras variedades de russo por mais de um século.
O russo kodiak era falado nativamente ao longo do Estreito de Afognak até o grande terremoto e tsunami do Alasca de 1964. Ele se tornou moribundo, falado apenas por um punhado de pessoas idosas e praticamente não é documentado.
O russo Ninilchik foi mais bem estudado e é mais vibrante. Ele se desenvolveu a partir do assentamento colonial russo do vilarejo de Ninilchik em 1847. O vocabulário dessa variante é claramente russo, com alguns empréstimos do inglês e das línguas nativas do Alasca.
Em Nikolaevsk, 66,57% da população ainda falava russo em casa até o final de 2017.

### Holandês (142 mil falantes)
A presença holandesa na América existe desde 1602, quando o governo da República das Sete Províncias Unidas dos Países Baixos fundou a Companhia Holandesa das Índias Orientais (Vereenigde Oostindische Compagnie, ou VOC) com a missão de explorar uma passagem para as Índias Orientais e reivindicar quaisquer territórios desconhecidos para a república holandesa. Em 1664, tropas inglesas sob o comando do Duque de Iorque (mais tarde Jaime II da Inglaterra) atacaram a colônia de Novos Países Baixos. Em grande desvantagem numérica, o diretor geral Peter Stuyvesant rendeu Nova Amsterdã e, logo em seguida, o Forte Orange. Nova Amsterdã passou a se chamar Nova Iorque e o Forte Orange passou a se chamar Forte Albany. Os nomes de cidades holandesas ainda podem ser encontrados nos bairros de Nova Iorque. O Harlem foi batizado em homenagem à Haarlem, Staten Island foi uma homenagem à Staten Eiland e o Brooklyn foi nomeado como homenagem à Breukelen.
Em um consenso demográfico de 1990, 3% dos cidadãos pesquisados afirmaram ser descendentes de colonos holandeses. As estimativas modernas colocam a população holandesa americana em 5 milhões, ficando um pouco atrás dos americanos escoceses e suecos.
Em 2013, cerca de 142.000 pessoas nos Estados Unidos ainda falavam o idioma holandês em casa, além de 23.000 falantes de afrikaans, uma língua próxima. Eles estão concentrados principalmente na Califórnia (23.500), Flórida (10.900), Pensilvânia (9.900), Ohio (9.600), Nova Iorque (8.700) e Michigan (6.600; ou seja, quase inteiramente na cidade de Holland).

#### Holandês de Jérsei (extinto)

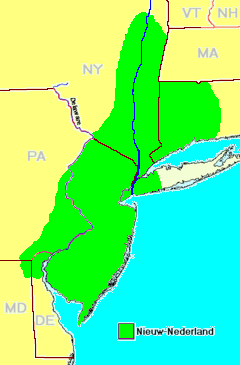
Área de língua holandesa de Jérsei

Um dialeto vernacular do holandês conhecido como holandês de Jérsei (extinto) era falado pelos holandeses de Nova Iorque e Nova Jérsei entre o início do século XVII e meados do século XX. No início do século XX, o uso do idioma ficou restrito aos círculos familiares internos, com um número cada vez maior de pessoas o abandonando em favor do inglês. O idioma sofreu um declínio gradual ao longo do século XX e, por fim, deixou de ser usado casualmente.
O holandês ainda era falado em muitas partes de Nova Iorque na época da independência. Por exemplo, a esposa de Alexander Hamilton, Eliza Hamilton, frequentou uma igreja de língua holandesa durante seu casamento.
A abolicionista afro-americana e ativista dos direitos das mulheres Sojourner Truth (nascida "Isabella Baumfree") era falante nativa do holandês.
Martin Van Buren, o primeiro presidente nascido nos Estados Unidos após sua independência, falava holandês como seu idioma nativo, o que o torna o único presidente cujo primeiro idioma não era o inglês.
Entre os holandeses americanos notáveis estão os Roosevelts (Theodore Roosevelt, Franklin Delano Roosevelt e Eleanor Roosevelt), Marlon Brando, Thomas Edison, e os Vanderbilts. Os Roosevelts são descendentes diretos de colonos holandeses da colônia de Novos Países Baixos no século XVII.

## Línguas indígenas

### Línguas americanas nativas
Os idiomas nativos americanos são anteriores à colonização europeia do Novo Mundo. Em algumas partes dos Estados Unidos (principalmente em reservas indígenas), eles continuam a ser falados fluentemente. A maioria desses idiomas está em perigo de extinção, embora haja esforços para reavivá-los. Normalmente, quanto menor o número de falantes de um idioma, maior o grau de ameaça, mas há diversas pequenas comunidades de idiomas nativos americanos no sudoeste (Arizona e Novo México) que continuam a prosperar apesar de seu pequeno tamanho.

Em 1929, falando sobre os idiomas indígenas nativos americanos, o linguista Edward Sapir observou:
Poucas pessoas percebem que, dentro dos limites dos Estados Unidos, fala-se hoje uma variedade muito maior de idiomas (...) do que em toda a Europa. Podemos ir além. Podemos dizer, literalmente e com segurança, que somente no estado da Califórnia existem extremos linguísticos maiores e mais numerosos do que em toda a extensão e largura da Europa.

#### Navajo
De acordo com o censo de 2000 e outras pesquisas sobre idiomas, a maior comunidade de falantes de idiomas nativos americanos é, de longe, a navajo. O navajo é uma língua atabascana da família na-dené, com 178.000 falantes, principalmente nos estados do Arizona, Novo México e Utah. No total, os falantes de navajo representam mais de 50% de todos os falantes de línguas nativas americanas nos Estados Unidos. O apache ocidental, com 12.500 falantes, também principalmente no Arizona, está intimamente relacionado ao navajo, mas não é mutuamente inteligível com ele. O navajo e outros idiomas atabascanos no sudoeste são relativamente discrepantes; a maioria dos outros idiomas atabascanos é falada no noroeste do Pacífico e no Alasca. O navajo tem lutado para manter uma base saudável de falantes, embora esse problema tenha sido aliviado, até certo ponto, por extensos programas educacionais na Nação Navajo, incluindo uma escola de imersão no idioma navajo em Fort Defiance, Arizona.

#### Cherokee

Distribuição da língua cherokee nos Estados Unidos

Cherokee é a língua iroquesa falado pelo povo cherokee e o idioma oficial da Nação Cherokee. Um número significativo de falantes de cherokee de todas as idades ainda povoa Qualla em Cherokee, Carolina do Norte, e vários condados da Nação Cherokee de Oklahoma, principalmente Cherokee, Sequoyah, Mayes, Adair e Delaware. Um número cada vez maior de jovens cherokees está renovando o interesse pelas tradições, pela história e pelo idioma de seus ancestrais. As comunidades de língua cherokees estão na vanguarda da preservação do idioma e, nas escolas locais, todas as aulas são ministradas na língua e, portanto, ela serve como meio de instrução desde a pré-escola. Além disso, os cultos religiosos e as danças cerimoniais tradicionais são realizados nessa língua no Oklahoma e em Qualla.
O cherokee é um dos poucos, ou talvez o único, idioma nativo americano com uma população crescente de falantes, e, juntamente com o navajo, é o único idioma nativo americano com mais de 50.000 falantes. Esse número foi provavelmente alcançado por meio do plano de preservação do idioma da tribo, que tem duração de 10 anos e envolve o aumento de novos falantes por meio de escolas de imersão para crianças, o desenvolvimento de novas palavras para frases modernas, o ensino do idioma para não cherokees em escolas e universidades, o fomento do idioma entre jovens adultos para que seus filhos possam usá-lo em casa, o desenvolvimento de aplicativos para iPhone e iPad para o ensino do idioma, a criação de estações de rádio no idioma cherokee, incluindo Cherokee Voices, Cherokee Sounds, e a promoção do sistema de escrita por meio de sinalização pública, uso da Internet por meio do Google, incluindo o Gmail, e outros, para que o idioma permaneça relevante no século XXI.

#### Outras línguas nativas
O dacota é um idioma sioux com 18.000 falantes somente nos Estados Unidos (22.000 incluindo falantes no Canadá), não contando os 6.000 falantes da língua lakota (relacionada). A maioria dos falantes vive nos estados de Dakota do Norte e Dakota do Sul. Outras línguas sioux incluem winnebago, próxima, e a crow, mais distante, entre outras.
O yupik central é uma língua esquimó-aleúte com 16.000 falantes, a maioria dos quais vive no Alasca. O termo "yupik" é aplicado a seus idiomas relacionados, que não são necessariamente mutuamente inteligíveis com o central, incluindo o naukan e o yupik siberiano central, entre outros.
O idioma o'odham, falado pelos pimas e pelos tohono o'odham, é um idioma uto-asteca com mais de 12.000 falantes, a maioria dos quais vive no centro e no sul do Arizona e no norte de Sonora. Outras línguas uto-astecas incluem a hopi, o shoshone e o pai-ute.
O choctaw tem 11.000 falantes. O choctaw faz parte da família muscogee, assim como  muscogeee o alabama.
A família de línguas álgicas inclui línguas como a ojíbua, cheyenne e cri.
O keresan tem 11.000 falantes no Novo México e é um idioma isolado. O pueblo keresan é a maior das nações pueblo. O pueblo keresan de Acoma é a comunidade continuamente habitada mais antiga dos Estados Unidos. O zuni, outro isolado, tem cerca de 10.000 falantes, a maioria dos quais reside no pueblo Zuni.
Devido à imigração do México, há falantes de línguas nativas mexicanas nos EUA. Há milhares de falantes de náuatle, mixteca, zapoteca e triqui em comunidades estabelecidas principalmente nos estados do sul.

#### Lista de línguas nativo-americanas
Abaixo está uma estimativa das línguas nativo-americanas falados em casa nos Estados Unidos (American Community Survey 2006-2008). Essa não é uma lista exaustiva dos idiomas nativos americanos nos EUA. Como a distinção entre dialeto e idioma nem sempre é clara, vários dialetos de inteligibilidade mútua variável podem ser classificados como um único idioma, enquanto um grupo de dialetos efetivamente idênticos pode ser classificado separadamente por motivos históricos ou culturais. Os idiomas incluídos aqui podem ser classificados como "extintos" (sem falantes nativos vivos), mas muitos idiomas nativos americanos extintos ou moribundos são objetos de esforços contínuos de revitalização de idiomas; outros idiomas extintos em processo de revitalização podem não estar listados aqui.
| Língua                        | Endônimo                         | Família            | Falantes (% do total) | Não fala inglês "muito bem" |
| ----------------------------- | -------------------------------- | ------------------ | --------------------- | --------------------------- |
| Total                         | —                                | —                  | 444,124 (100)         | 19.22%                      |
| Total (excluindo navajo)      | —                                | —                  | 203,127 (54.32)       | 15.82%                      |
| Navaja                        | Diné bizaad                      | Na-dene            | 170,822 (45.68)       | 23.25%                      |
| Dacota                        | Dakȟótiyapi                      | Sioux              | 18,804 (5.03)         | 9.86%                       |
| Yupik                         | —                                | Esquimó-aleútes    | 18,626 (4.98)         | 37.02%                      |
| O'odham                       | —                                | Uto-asteca         | 15,123 (3.59)         | 8.03%                       |
| Apache                        | Ndee biyati'                     | Na-dene            | 14,012 (3.75)         | 3.53%                       |
| Keresan                       | —                                | Isolada            | 13,073 (3.50)         | 6.20%                       |
| Cherokee                      | Tsalagi Gawonihisdi (ᏣᎳᎩ ᎦᏬᏂᎯᏍᏗ) | Iroquesa           | 12,320 (3.29)         | 16.33%                      |
| Choctaw                       | Chahta'                          | Muskogeana         | 10,368 (2.77)         | 23.44%                      |
| Zuni                          | Shiwi'ma                         | Isolada            | 9432 (2.52)           | 14.22%                      |
| Indígenas americanas (outras) | —                                | —                  | 8888 (2.38)           | 16.73%                      |
| O'odham (Pima)                | Oʼodham ñiʼokĭ                   | Uto-astecas        | 8190 (2.19)           | 14.70%                      |
| Ojíbuo (Chippewa)             | Anishinaabemowin                 | Álgica             | 6986 (1.87)           | 11.28%                      |
| Hopi                          | Hopilàvayi                       | Uto-astecas        | 6776 (1.81)           | 18.80%                      |
| Inupiaque (Inupik)            | Iñupiatun                        | Esquimó-aleútes    | 5580 (1.49)           | 26.04%                      |
| Tewa                          | —                                | Tanoana            | 5123 (1.37)           | 13.80%                      |
| Muscogee (Creek)              | Mvskoke                          | Muscogeana         | 5072 (1.36)           | 19.62%                      |
| Crow                          | Apsáalooke                       | Sioux              | 3962 (1.06)           | 6.59%                       |
| Shoshoni                      | Sosoni' da̲i̲gwape                 | Uto-astecas        | 2512 (0.67)           | 7.25%                       |
| Cheyenne                      | Tsėhésenėstsestȯtse              | Álgica             | 2399 (0.64)           | 3.21%                       |
| Tiwa                          | —                                | Tanoana            | 2269 (0.61)           | 3.22%                       |
| Towa (Jemez)                  | —                                | Tanoana            | 2192 (0.59)           | 27.65%                      |
| Inuíte (Eskimo)               | —                                | Esquimó-aleútes    | 2168 (0.58)           | 25.46%                      |
| Siksiká                       | Siksiká (ᓱᖽᐧᖿ)                   | Álgica             | 1970 (0.53)           | 11.02%                      |
| Sahaptin                      | Ichishkíin sɨ́nwit                | Penutiana do platô | 1654 (0.44)           | 6.17%                       |
| Paiute                        | —                                | Uto-astecas        | 1638 (0.44)           | 11.78%                      |
| Athapascan                    | —                                | Na-dene            | 1627 (0.44)           | 19.55%                      |
| Númica                        | Núu-'apaghapi                    | Uto-astecas        | 1625 (0.43)           | 5.23%                       |
| Tiwa meridional               | —                                | Tanoana            | 1600 (0.42)           |                             |
| Mohawk                        | Kanien’kéha'                     | Iroquesa           | 1423 (0.38)           | 11.67%                      |
| Seneca                        | Onödowága                        | Iroquesa           | 1353 (0.36)           | 11.23%                      |
| Winnebago                     | Hocąk                            | Sioux              | 1340 (0.36)           | 6.27%                       |
| Kiowa                         | Cáuijògà                         | Tanoana            | 1274 (0.34)           | 9.58%                       |
| Aleúte                        | Unangam tunuu                    | Esquimó-aleútes    | 1236 (0.33)           | 19.01%                      |
| Salishe                       | —                                | Salishe            | 1233 (0.33)           | 22.87%                      |
| Gwich’in (Kuchin)             | Gwich’in                         | Na-dene            | 1217 (0.33)           | 25.82%                      |
| Fox                           | Kiwikapawa                       | Álgica             | 1141 (0.31)           | 41.72%                      |
| Arapaho                       | Hinónoʼeitíít                    | Álgica             | 1087 (0.29)           | 1.20%                       |
| Tlingit                       | Lingít                           | Na-dene            | 1026 (0.27)           | 8.19%                       |
| Yupik siberiano central       | Sivuqaghmiistun                  | Esquimó-aleútes    | 993 (0.27)            | 39.48%                      |
| Malecite–passamaquoddy        | Peskotomuhkat                    | Álgica             | 982 (0.26)            | 6.11%                       |
| Comanche                      | Nʉmʉ tekwapʉ                     | Uto-astecas        | 963 (0.26)            | 10.59%                      |
| Língua cri                    | Nēhiyawēwin                      | Álgica             | 951 (0.25)            | 8.73%                       |
| Menominee                     | Omāēqnomenew                     | Álgica             | 946 (0.25)            | 39.64%                      |
| Nez perce                     | Niimiipuutímt                    | Penutiana do platô | 942 (0.25)            | 12.10%                      |
| Potawatomi                    | Bodéwadmi                        | Álgica             | 824 (0.22)            | 9.95%                       |
| Hidatsa                       | Hidatsa                          | Sioux              | 806 (0.22)            | 4.47%                       |
| Kickapoo                      | —                                | Álgica             | 800 (0.22)            |                             |
| Mesquakie (Fox)               | Meshkwahkihaki                   | Álgica             | 727 (0.19)            | 22.15%                      |
| Karuk                         | Káruk                            | Isolada            | 700 (0.19)            | 5.43%                       |
| Pomoano                       | —                                | Pomoana            | 648 (0.17)            | 14.81%                      |
| Oneida                        | Oneyota'aaka                     | Iroquesa           | 527 (0.14)            | 58.63%                      |
| Yurok                         | Puliklah                         | Álgica             | 491 (0.13)            | 1.63%                       |
| Cocopah                       | Kwikapa                          | Yuman–Cochimí      | 483 (0.13)            | 22.77%                      |
| Hualapai                      | Hwalbáy                          | Yuman–Cochimí      | 458 (0.12)            | 4.80%                       |
| Omaha                         | Umoⁿhoⁿ                          | Sioux              | 457 (0.12)            | 1.97%                       |
| Mescalero-chiricahua          | Ndee bizaa                       | Na-dene            | 457 (0.12)            | —                           |
| Jicarilla                     | Abáachi mizaa                    | Na-dene            | 455 (0.12)            | 14.51%                      |
| Yaqui                         | Yoem noki                        | Uto-astecas        | 425 (0.11)            | 10.12%                      |
| Yokuts                        | —                                | Yokutsana          | 407 (0.11)            | 27.27%                      |
| Koasati                       | Coushatta                        | Muscogeana         | 370 (0.10)            | —                           |
| Mono                          | Mono                             | Uto-astecas        | 349 (0.09)            | —                           |
| Mohave                        | Hamakhav                         | Yuman–Cochimí      | 330 (0.09)            | 6.36%                       |
| Luiseña                       | Cham'teela                       | Uto-astecas        | 327 (0.09)            | 4.28%                       |
| Shawnee                       | Sawanwa                          | Álgica             | 321 (0.09)            | 6.23%                       |
| Maidu                         | Májdy                            | Maiduana           | 319 (0.09)            | 6.90%                       |
| Ottawa                        | Nishnaabemwin                    | Álgica             | 312 (0.08)            | 10.90%                      |
| Algonquin                     | Anicinâbemowin                   | Álgica             | 288 (0.08)            | 19.79%                      |
| Okanogan                      | Nsəlxcin                         | Salishe            | 284 (0.08)            | 10.92%                      |
| Osage                         | Wazhazhe ie                      | Sioux              | 260 (0.07)            | 20.38%                      |
| Wichita                       | Kirikirʔi:s                      | Caddoana           | 242 (0.06)            | 16.12%                      |
| Onondaga                      | Onǫda’gegá                       | Iroquesa           | 239 (0.06)            | 2.93%                       |
| Micmac                        | Míkmawísimk                      | Álgica             | 230 (0.06)            | 10.87%                      |
| Digueño (Ipai-Kumiai-Tipai)   | —                                | Yuman–Cochimí      | 228 (0.06)            | 60.96%                      |
| Washo                         | Wá:šiw ʔítlu                     | Isolada            | 227 (0.06)            | 9.69%                       |
| Miwok                         | Miwok                            | Utiana             | 216 (0.06)            | —                           |
| Lushootseed (Puget Salish)    | Xʷəlšucid                        | Salishe            | 207 (0.06)            | 47.83%                      |
| Kutenai                       | Ktunaxa                          | Isolada            | 200 (0.05)            | 32.50%                      |
| Miccosukee                    | Mikisúkî                         | Muscogeana         | 188 (0.05)            | 22.87%                      |
| Tuscarora                     | Ska:rù:rę'                       | Iroquesa           | 179 (0.05)            | 10.06%                      |
| Makah                         | Qʷi·qʷi·diččaq                   | Wakashan           | 176 (0.05)            | 30.11%                      |
| Coeur d'Alene                 | Snchitsuʼumshtsn                 | Salishe            | 174 (0.05)            | —                           |
| Hupa                          | Na:tinixwe                       | Na-dene            | 174 (0.05)            | —                           |
| Quechan (Yuma)                | Kwtsaan                          | Yuman–Cochimí      | 172 (0.05)            | 31.98%                      |
| Miami                         | Myaamia                          | Álgica             | 168 (0.04)            | 50.60%                      |
| Alabama                       | Albaamo innaaɬiilka              | Muscogeana         | 165 (0.04)            | 20.00%                      |
| Delaware                      | Lënape / Lunaapeew               | Álgica             | 146 (0.04)            | 25.34%                      |
| Clallam                       | Nəxʷsƛ̕ay̕əmúcən                   | Salishe            | 146 (0.04)            | 1.37%                       |
| Abenaki                       | Panawahpskek                     | Álgica             | 144 (0.04)            | 5.56%                       |
| Yavapai                       | —                                | Yuman–Cochimí      | 139 (0.04)            | —                           |
| Cahuilla                      | Ivia                             | Uto-astecas        | 139 (0.04)            | —                           |
| Ponca                         | Paⁿka                            | Sioux              | 131 (0.04)            | 6.87%                       |
| Quinault                      | Kʷínaył                          | Salishe            | 128 (0.03)            | —                           |
| Deg xinag (Ingalit)           | Degexit’an                       | Na-dene            | 127 (0.03)            | —                           |
| Pawnee                        | Paári                            | Caddoana           | 122 (0.03)            | 16.39%                      |
| Haida                         | X̱aat Kíl                         | Isolada            | 118 (0.03)            | 19.49%                      |
| Cowlitz                       | Stl'pulimuhkl                    | Salishe            | 110 (0.03)            | 82.73%                      |
| Mandan                        | Nų́ʔetaːre                        | Sioux              | 104 (0.03)            | 38.46%                      |
| Arikara                       | Sáhniš                           | Caddoana           | 103 (0.03)            | —                           |
| Klamath                       | Maqlaqs                          | Penutiana do platô | 95 (0.03)             | 27.37%                      |
| Havasupai                     | Havasu’baaja                     | Yuman–Cochimí      | 90 (0.02)             | 52.22%                      |
| Chitimacha                    | Sitimaxa                         | Isolada            | 89 (0.02)             | 21.35%                      |
| Abenaki (Abenaki do Oeste)    | Wôbanakiôdwawôgan                | Álgica             | 86 (0.02)             | —                           |
| Kwak'wala (Kwakiutl)          | Kwak'wala                        | Wakashan           | 85 (0.02)             | 24.71%                      |
| Tututni (Rogue River)         | Dotodəni                         | Na-dene            | 84 (0.02)             | —                           |
| Iroquesa                      | —                                | Iroquesa           | 76 (0.02)             | —                           |
| Tsimshian                     | Sm'algyax                        | Tsimshiânica       | 68 (0.02)             | —                           |
| Achumawi                      | —                                | Palaihnihan        | 68 (0.02)             | —                           |
| Chiwere                       | Jíwere                           | Sioux              | 60 (0.02)             | —                           |
| Koasati                       | Kowassá:ti                       | Muscogeana         | 59 (0.02)             | 6.78%                       |
| Koyukon                       | Denaakkʼe                        | Na-dene            | 58 (0.02)             | 12.07%                      |
| Alto Chinook                  | Kiksht                           | Chinook            | 58 (0.02)             | 10.34%                      |
| Caddo                         | Hasí:nay                         | Caddoana           | 51 (0.01)             | 23.53%                      |
| Kalapuya Central (Santiam)    | —                                | Kalapuyan          | 50 (0.01)             | —                           |
| Gros Ventre (Atsina)          | Ahahnelin                        | Álgica             | 45 (0.01)             | —                           |
| Yokuts do vale                | —                                | Yokutsan           | 45 (0.01)             | 57.78%                      |
| Maricopa                      | Piipaash chuukwer                | Yuman–Cochimí      | 44 (0.01)             | 22.73%                      |
| Chumash                       | S.hamala                         | Chumash            | 39 (0.01)             | 100.00%                     |
| Nomlaki                       | Nomlāqa                          | Wintun             | 38 (0.01)             | —                           |
| Konkow (maidu noroeste)       | Koyoom k'awi                     | Maiduana           | 32                    | 100.00%                     |
| Tunica                        | Yuron                            | Isolada            | 32                    | —                           |
| Tonkawa                       | Tickanwa•tic                     | Isolada            | 29                    | —                           |
| Caddo                         | —                                | Caddoana           | 25                    | —                           |
| Wintu                         | Wintʰu:h                         | Wintun             | 24                    | —                           |
| Spokane                       | Npoqínišcn                       | Salishe            | 20                    | 40.00%                      |
| Ahtna                         | Atnakenaege’                     | Na-dene            | 18                    | —                           |
| Columbia (Sinkiuse)           | Nxaảmxcín                        | Salishe            | 17                    | —                           |
| Atsugewi                      | Atsugé                           | Palaihnihan        | 15                    | —                           |
| Paiúte meridional             | Nüwüvi                           | Uto-astecas        | 15                    | —                           |
| Abenaki                       | —                                | Álgica             | 14                    | —                           |
| Língua paiúte setentrional    | Numu                             | Uto-astecas        | 12                    | —                           |
| Dena'ina (Tanaina)            | Dena’ina qenaga                  | Na-dene            | 11                    | —                           |
| Cupeña                        | Kupangaxwicham                   | Uto-astecas        | 11                    | —                           |
| Nuu-chah-nulth (Nootka)       | Nuučaan̓uł                        | Wakashan           | 10                    | —                           |
| Pawnee                        | Chatiks si chatiks               | Caddoana           | 10                    |                             |
| Arikara                       | Sanish                           | Caddoana           | 10                    |                             |
| Alutiiq                       | Sugpiaq                          | Esquimó-aleútes    | 8                     | —                           |
| Kansa                         | Káⁿza                            | Sioux              | 7                     | —                           |
| Siuslaw                       | Šáayušła                         | Isolada            | 6                     | —                           |
| Cayuga                        | Gayogo̱hó:nǫ’                     | Iroquesa           | 6                     | —                           |
| Serrano                       | Taaqtam                          | Uto-astecas        | 5                     | —                           |
| Tübatulabal                   | —                                | Uto-astecas        | 5                     | —                           |
| Yuchi                         | Tsoyaha                          | Isolada            | 4                     | —                           |
| Shasta                        | —                                | Hocanas            | 2                     | 100.00%                     |
| Wukchumni                     | —                                | Yokutsan           | 1                     | 0.00%                       |
| Quapaw                        | —                                | Sioux              | 1                     | —                           |

#### Línguas de sinais nativo-americanas
Uma língua pidgin comercial, conhecido como plains Indian sign language (língua de sinais das planícies), plains standard (padrão das planícies) ou plains sign talk (língua de sinais das planícies), surgiu entre os nativos americanos das planícies. Cada nação signatária tinha uma versão signatária separada da sua língua oral, que era usada pelos ouvintes, e estas não eram mutuamente inteligíveis. O plains standard era utilizado para a comunicação entre estas nações. Provavelmente começou no Texas e depois espalhou-se para o norte, através das grandes planícies, até à Colúmbia Britânica. Ainda hoje existem alguns utilizadores, especialmente entre os crows, os cheyennes e os arapahos. Ao contrário de outras línguas gestuais desenvolvidas por pessoas ouvintes, partilha a gramática espacial das línguas gestuais surdas. Através da transmissão intergeracional, o plains sign talk tornou-se uma língua de trabalho ainda hoje utilizada em algumas comunidades surdas das Primeiras Nações ou nativo-americanas.
Como a conversação gestual das planícies estava tão difundida e era um espetro de dialectos e sotaques, provavelmente albergava várias línguas sob a sua alçada. Uma delas é potencialmente a língua de sinais navajo, que é utilizada por um único clã navajo.
Além disso, a língua de sinais do planalto (plateau sign language) existia juntamente com a língua de sinais das planícies como um pidgin comercial.

### Línguas austronésias

#### Havaiano

Distribuição do idioma havaiano nos Estados Unidos

O havaiano é uma língua oficial do estado do Havaí, tal como previsto na constituição do Havaí. O havaiano tem 1.000 falantes nativos. Anteriormente considerada criticamente em perigo, a língua havaiana está mostrando sinais de renascimento linguístico. A tendência recente baseia-se nos novos programas de imersão na língua havaiana do Departamento de Educação do Estado do Havaí e da Universidade do Havaí, bem como nos esforços da Assembleia Legislativa do Havaí e dos governos dos condados para preservar os nomes de lugares havaianos. Em 1993, cerca de 8.000 falavam e compreendiam a língua; atualmente, as estimativas apontam para 27.000. O idioma está relacionado com a língua maori, falada por cerca de 150 000 neozelandeses e habitantes das Ilhas Cook, bem como com a língua taitiana, falada por mais 120 000 pessoas no Taiti.

#### Samoano
O samoano é um idioma territorial oficial da Samoa Americana. Os samoanos representam 90% da população, e a maioria das pessoas é bilíngue.

#### Chamorro
O chamorro é co-oficial nas Ilhas Marianas, tanto no território de Guam quanto na Comunidade das Ilhas Marianas Setentrionais. Em Guam, o povo indígena chamorro representa cerca de 60% da população.

#### Caroliniano
O caroliniano também é co-oficial nas Marianas Setentrionais, onde apenas 14% das pessoas falam inglês em casa.

## Línguas crioulas
Várias línguas e pidgins distintos se desenvolveram em solo americano, incluindo idiomas completos como o crioulo e as línguas de sinais.

### Angloromani
O angloromani é um crioulo inglês (ou idioma misto) falado pelos americanos romanis.

### Chinook
Um pidgin de 700 a 800 palavras de origem francesa, inglesa, cree e outras origens nativas é o antigo idioma comercial do noroeste do Pacífico. Era muito usado entre os povos europeus e nativos do Território do Óregon, sendo até mesmo usado em vez do inglês em casa por muitas famílias pioneiras. Estima-se que cerca de 100.000 pessoas o falavam em seu auge, entre 1858 e 1900, e foi amplamente usado pela última vez em Seattle, pouco antes da Segunda Guerra Mundial.

### Gullah
Uma língua crioula inglesa com influência africana falada nas Sea Islands da Carolina do Sul e da Geórgia, que mantém fortes influências das línguas da África Ocidental. O idioma às vezes é chamado de "geechee".

### Inglês crioulo do Havaí
O idioma crioulo inglês havaiano, conhecido localmente como Hawaiian pidgin, é usado pelos habitantes locais e é considerado um idioma não oficial do estado do Havaí.

### Francês crioulo da Luisiana
Kouri-Vino é uma língua crioula francesa falada pelo povo crioulo da Luisiana, próxima ao crioulo haitiano, ao francês colonial e ao francês cajun (idioma dos acadianos deportados da Nova França após 1755 e o Grand Dérangement). Os idiomas crioulos franceses são falados por milhões de pessoas em todo o mundo, principalmente nos Estados Unidos, no Caribe e nas áreas do Oceano Índico.

### Crioulo holandês das Ilhas Virgens Americanas (extinto)

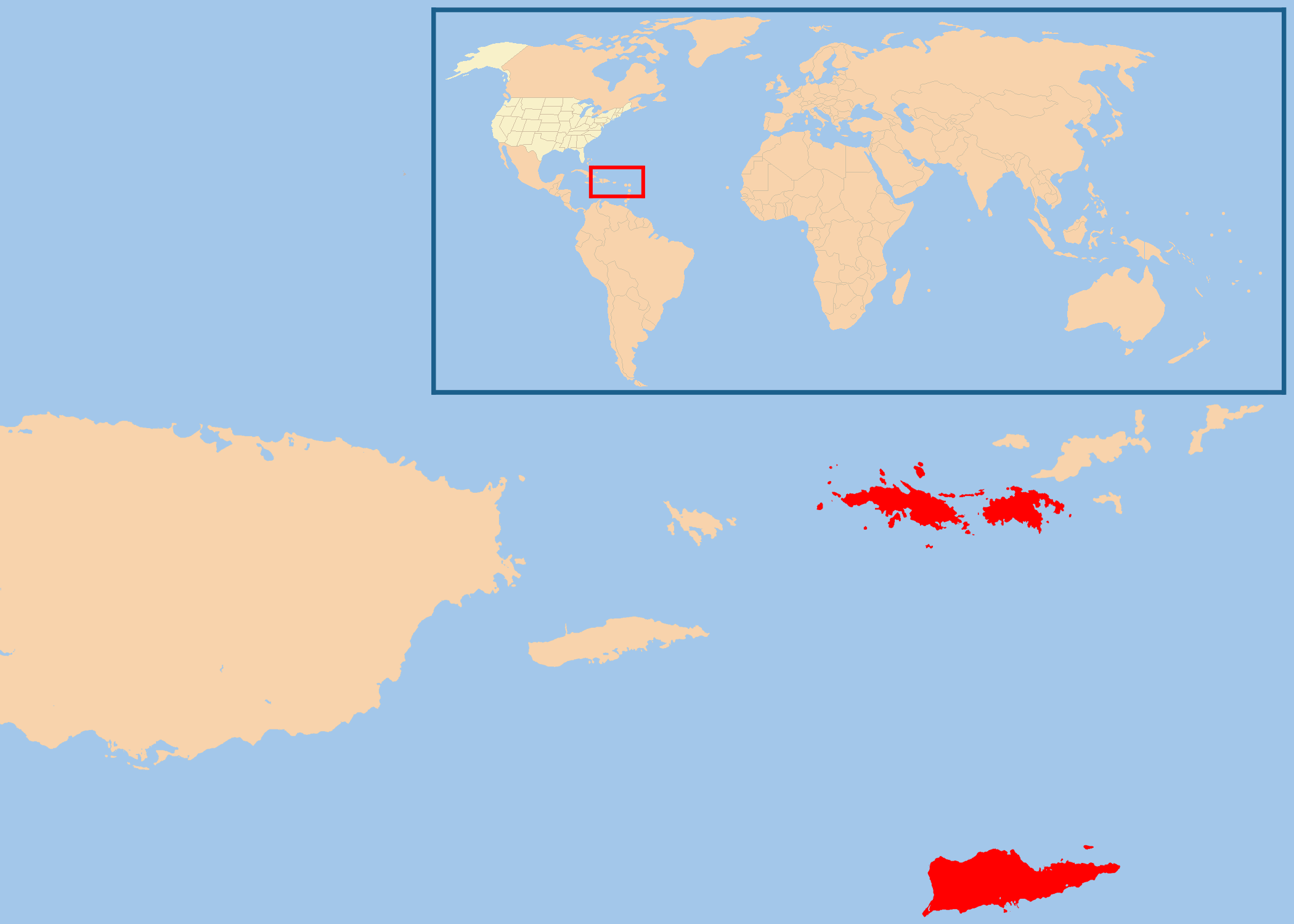
Ilhas Virgens Americanas

O negerhollands ("holandês-negro") era uma língua crioula de origem holandesa falada nas Índias Ocidentais Dinamarquesas, hoje conhecidas como Ilhas Virgens Americanas. O holandês era a sua base, com elementos dinamarqueses, ingleses, franceses, espanhóis e africanos incorporados. Apesar de seu nome, o negerhollands se baseava principalmente no dialeto holandês zeelândico, e não no neerlandês.

## Línguas de sinais
| Língua de sinais dos Índios das Planícies Língua de sinais inuit (ᐃᓄᐃᐆᒃ Língua de sinais havaiana Língua de Sinais das Províncias Marítimas | Língua de sinais das planícies Língua de Sinais de Martha's Vineyard Língua de sinais de Henniker Língua de sinais de Sandy River Valley |

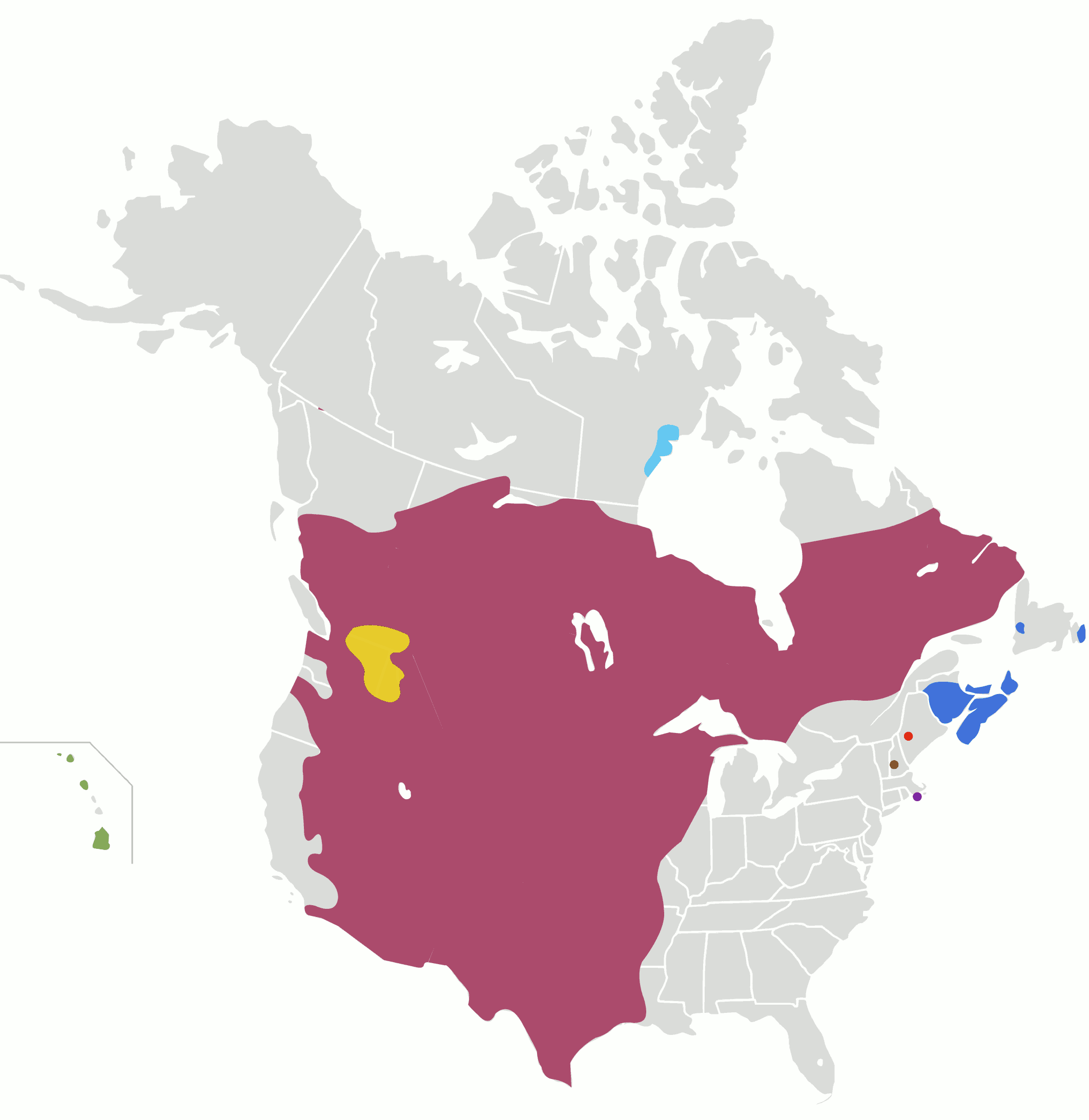
Línguas de sinais dos EUA e do Canadá, exceto a LSA e LSQ.
Língua de sinais dos Índios das Planícies
Língua de sinais inuit (ᐃᓄᐃᐆᒃ
Língua de sinais havaiana
Língua de Sinais das Províncias Marítimas
Língua de sinais das planícies
Língua de Sinais de Martha's Vineyard
Língua de sinais de Henniker
Língua de sinais de Sandy River Valley

Como acontece com todas as línguas de sinais do mundo que se desenvolveram organicamente, essas são línguas completas e distintas de qualquer língua oral. A língua de sinais americana (diferentemente do inglês sinalizado) não é uma derivação do inglês. Algumas línguas presentes eram pidgins comerciais que foram usados primeiramente como um sistema de comunicação entre as fronteiras nacionais e linguísticas dos nativos americanos; no entanto, desde então, elas se tornaram línguas maduras, pois as crianças as aprenderam como primeira língua.

### Língua de sinais americana
A língua de sinais americana (LSA) é o idioma nativo de vários surdos e ouvintes nos Estados Unidos (cerca de 100.000 a 500.000). Embora algumas fontes tenham afirmado que a LSA é o terceiro idioma mais usado nos Estados Unidos, depois do inglês e do espanhol, estudos recentes apontaram que a maioria dessas estimativas se baseia em números que misturam surdez com o uso da LSA e que o último estudo real sobre isso (em 1972) parece indicar um limite superior de 500.000 falantes da língua na época.
- A língua de sinais americana negra foi desenvolvida no sudeste dos EUA, onde escolas residenciais separadas eram mantidas para crianças surdas brancas e negras. O idioma compartilha muito do mesmo vocabulário e estrutura gramatical da LSA e é geralmente considerado um de seus dialetos.[145][148][149]

### Língua de sinais havaiana
A língua de sinais havaiana (LSH) está moribunda, com apenas uma porção de falantes em O'ahu, Lana'i, Kaua'i e possivelmente Ni'ihau. Alguns desses falantes podem, na verdade, estar falando uma versão crioula da SLH e da LSA, mas as pesquisas são lentas. O idioma já foi chamado de hawai'i pidgin sign language, pois muitas pessoas pensavam que era um derivado da LSA.

### Língua de sinais das planícies
Outrora um pidgin comercial e a língua de sinais de maior alcance na América do Norte, a plains sign talk ou a língua de sinais das planícies está agora criticamente ameaçada de extinção, com um número desconhecido de falantes.
- Língua de sinais navajo: descobriu-se que está em uso em um clã navajo; no entanto, ainda não se sabe se é um dialeto da língua de sinais das planícies ou uma língua separada.[151]

- Língua de sinais do planalto: é outro pidgin comercial que pode ter se tornado uma língua separada. A língua de sinais do planalto substituiu a língua de sinais das planícies no planalto de Columbia e nas regiões vizinhas da Colúmbia Britânica, Washington, Óregon e Idaho. Atualmente, ela está extinta.[152]

### Língua de sinais de Martha's Vineyard
A língua de sinais de Martha's Vineyard está extinta. Juntamente com a língua de sinais francesa, ela foi uma das principais contribuintes para a língua de sinais americana.

### Língua de sinais de Henniker
A língua de sinais de Henniker está extinta, mas já foi encontrada na região de Henniker, em Nova Hampshire, e serviu de base para a língua de sinais americana.

### Língua de sinais de Sandy River Valley
A língua de sinais de Sandy River Valley está extinta, mas era encontrada no Vale do Rio Sandy, no Maine. Ela foi uma das principais contribuintes para a língua de sinais americana.

## Línguas dos imigrantes

### Árabe
Variedades do árabe são faladas por imigrantes do Oriente Médio, bem como por muitos americanos muçulmanos. As maiores concentrações de falantes nativos de árabe residem em áreas altamente urbanas, como Chicago, Nova Iorque e Los Angeles. Detroit e as áreas vizinhas de Michigan possuem uma população significativa de falantes de árabe, incluindo muitos cristãos árabes de ascendência libanesa, síria e palestina.
O árabe é usado para fins religiosos pelos muçulmanos americanos e por alguns cristãos árabes (principalmente os católicos das igrejas melquita e maronita, bem como os ortodoxos rum, ou seja, os cristãos ortodoxos antioquenos e as igrejas coptas). Um número significativo de profissionais árabes instruídos que imigram geralmente já sabem inglês muito bem, pois esse idioma é amplamente usado no Oriente Médio. Os imigrantes libaneses também têm uma compreensão mais ampla do francês, assim como muitos imigrantes de língua árabe do norte da África.

### Línguas chinesas
A população de falantes de idiomas chineses nos Estados Unidos aumentou rapidamente no século XX, porque o número de imigrantes chineses aumentou a uma taxa de mais de 50% desde 1940. 2,8 milhões de americanos falam alguma variedade de chinês, que, combinados, são contados pelo censo federal como o terceiro (grupo de) idioma mais falado no país. Até o final do século XX, os dialetos yue, incluindo o taishanês e o cantonês, eram os dialetos mais comuns entre os imigrantes e os descendentes de imigrantes, especialmente na Califórnia. Desde a abertura da República Popular da China, o mandarim, o idioma oficial do país e da República da China (Taiwan), tem se tornado cada vez mais predominante. Muitos americanos de diversas origens étnicas também estão aprendendo mandarim e, em menor escala, cantonês.
Em 2002, na cidade de Nova Iorque, o mandarim era falado como idioma nativo por apenas 10% dos falantes de algum idioma chinês, mas a previsão era de que substituiria o cantonês como língua franca.

### Tcheco

#### Tcheco texano
12.805 texanos falam a língua tcheca.
Com base no modelo de Boas para entrevistar falantes do idioma e catalogar digitalmente os dialetos, John Tomecek fundou e Lida Cope, da East Carolina University, desenvolveu o projeto Texas Czech Legacy na Universidade do Texas, em Austin, para documentar e preservar o idioma em declínio. Como a maioria dos imigrantes do Texas veio da Morávia, o tcheco falado no Texas é amplamente caracterizado pelos dialetos moravianos (lach e moraviano valaquiano), que variam até certo ponto dos dialetos boêmios falados pela maioria dos tcheco-americanos. O jornalismo em língua tcheca tem sido muito ativo no estado ao longo dos anos. Trinta e três jornais e periódicos foram publicados. Em 1993, um jornal semanal, Našinec, publicado em Granger, e um mensal, Hospodář, publicado em West, ainda eram publicados inteiramente em tcheco. Outros periódicos, como o Věstník e o Brethren Journal, continham seções impressas em tcheco.

### Finlandês
Os primeiros colonos finlandeses nos Estados Unidos estavam entre os colonos que vieram da Suécia e da Finlândia para a colônia da Nova Suécia. A maioria dos colonos era finlandesa, entretanto, o idioma finlandês não foi tão bem preservado entre as gerações subsequentes quanto o sueco.
Entre a década de 1890 e a eclosão da Primeira Guerra Mundial, cerca de um quarto de milhão de cidadãos finlandeses imigraram para os Estados Unidos, principalmente nas áreas rurais do Centro-Oeste e, mais especificamente, nas regiões de mineração do nordeste de Minnesota, norte de Wisconsin e Península Superior de Michigan. Hancock, Michigan, desde 2005, ainda incorpora placas de rua bilíngues escritas em inglês e finlandês. Os americanos de origem finlandesa somam 800.000 pessoas, embora apenas 26.000 falem o idioma em casa. Há um dialeto distinto do inglês encontrado na Península Superior, conhecido como yooper. O yooper geralmente tem uma cadência finlandesa e usa a estrutura de frases finlandesas com vocabulário modificado do inglês, alemão, sueco, norueguês e finlandês.
O norte do Condado de Clark, Washington (abrangendo Yacolt, Amboy, Battle Ground e Chelatchie) contém um grande exclave de luteranos apostólicos antigos (OALC) que imigraram originalmente da Finlândia. Muitas famílias nessa parte do condado falam finlandês fluentemente em casa antes de aprender inglês. Outra comunidade finlandesa digna de nota nos Estados Unidos é encontrada em Lake Worth, Flórida, ao norte de Miami.

### Hebraico
O hebraico moderno é falado pelos imigrantes israelenses. O hebraico litúrgico é usado como idioma religioso ou litúrgico por muitos dos cerca de 7 milhões de judeus dos Estados Unidos.

### Línguas gaélicas
Cerca de 40 milhões de americanos têm ascendência irlandesa, muitos dos quais falavam irlandês. Em 2013, cerca de 20.600 americanos falavam irlandês em casa e, em 2008, esse era o 76º idioma mais falado nos Estados Unidos. Outros 1.600 falavam escocês.

### Italiano, siciliano e napolitano
A língua italiana e outras línguas ítalo-dálmatas são amplamente faladas nos Estados Unidos há mais de cem anos devido à imigração em larga escala do final do século XIX até meados do século XX.

Distribuição atual do idioma italiano nos Estados Unidos

Além do italiano aprendido pela maioria das pessoas atualmente, houve uma forte representação dos idiomas do sul da Itália entre a população imigrante (siciliano e napolitano, principalmente). Em 2009, apesar de 15.638.348 cidadãos americanos se declararem ítalo-americanos, apenas 753.992 deles declaram falar o idioma italiano em casa (0,3264% da população dos EUA).

### Quemer
Entre 1981 e 1985, cerca de 150.000 cambojanos foram reassentados nos Estados Unidos. Antes de 1975, pouquíssimos cambojanos foram para os Estados Unidos. Os que chegavam eram filhos de famílias de classe alta enviados ao exterior para estudar. Após a queda de Phnom Penh para o Khmer Vermelho em 1975, alguns cambojanos conseguiram escapar. Em 2007, a American Community Survey informou que havia aproximadamente 200.000 cambojanos vivendo nos Estados Unidos, o que representa cerca de 2% da população asiática. No entanto, essa população está fortemente concentrada em duas áreas: a área metropolitana de Los Angeles, na Califórnia, especialmente a cidade de Long Beach; e a Grande Boston, na Nova Inglaterra, especialmente Lowell, Massachusetts.

### Coreano
Em 2011, mais de 1,1 milhão de americanos falavam coreano em casa. Esse número cresceu muito no final do século XX, aumentando 327% em relação aos 300.000 falantes em 1980. A maior concentração desses falantes estava nas áreas metropolitanas de Los Angeles, Nova Iorque e Washington D.C. Os falantes de coreano são encontrados nas Koreatowns.

### Polonês e silesiano
Em 2013, cerca de 580.000 americanos falavam polonês em casa. A língua polonesa é muito comum na área metropolitana de Chicago é é o terceiro maior grupo étnico branco da cidade, depois do alemão e do irlandês. O povo polonês e a língua polonesa em Chicago eram muito predominantes nos primeiros anos da cidade, e hoje os 650.000 poloneses em Chicago constituem uma das maiores populações etnicamente polonesas do mundo, comparável à cidade de Breslávia, a quarta maior cidade da Polônia. Isso a torna um dos centros mais importantes da Polônia e da língua polonesa nos Estados Unidos, fato que a cidade comemora todo fim de semana do Dia do Trabalho no Festival Taste of Polonia no Jefferson Park.

#### Silesiano texano
O silesiano texano, um dialeto do idioma silesiano (considerado controversamente um ramo do polonês por alguns linguistas), é usado pelos silesianos do Texas em assentamentos americanos desde 1852.

### Português
Os primeiros falantes de português na América eram judeus portugueses que haviam fugido da inquisição portuguesa. Eles falavam judeu-português e fundaram as primeiras comunidades judaicas nas Treze Colônias, duas das quais ainda existem: A Congregação Shearith Israel, em Nova Iorque, e a Congregação Mikveh Israel, na Filadélfia. Entretanto, no final do século XVIII, o uso do português foi substituído pelo inglês.
No final do século XIX, muitos portugueses, principalmente açorianos, madeirenses e cabo-verdianos (que antes da independência em 1975 eram cidadãos portugueses), imigraram para os Estados Unidos, estabelecendo-se em cidades como Providence, Rhode Island, New Bedford, Massachusetts, e Santa Cruz, Califórnia. Houve também uma grande imigração portuguesa para o Havaí, que na época ainda não fazia parte dos Estados Unidos.
Em meados do final do século XX, houve outra onda de imigração portuguesa para os Estados Unidos, principalmente para o Nordeste (Nova Jérsei, Nova Iorque, Connecticut, Massachusetts), e por algum tempo o português se tornou a língua principal em Newark, Nova Jérsei. Muitos luso-americanos incluem  descendentes de colonos portugueses nascidos na África portuguesa (conhecidos como africanos portugueses ou, em Portugal, como retornados) e na Ásia (principalmente em Macau). Em 2000, havia cerca de 1 milhão de luso-americanos nos Estados Unidos. O português (europeu) tem sido falado nos Estados Unidos por pequenas comunidades de imigrantes.
A língua portuguesa também é amplamente falada por brasileiros americanos, concentrados em Miami, Nova Iorque e Boston.

### Sueco

Distribuição da língua sueca nos Estados Unidos

A presença sueca nos Estados Unidos existe desde que a colônia da Nova Suécia foi criada, em março de 1638.
A diáspora generalizada da imigração sueca não ocorreu até a segunda metade do século XIX, trazendo um total de um milhão de suecos. Nenhum outro país teve uma porcentagem maior de seu povo indo para os Estados Unidos, exceto a Irlanda e a Noruega. No início do século XX, Minnesota tinha a maior população étnica sueca do mundo, depois da cidade de Estocolmo.
3,7% dos residentes dos EUA afirmam ser descendentes de ancestrais escandinavos, o que corresponde a cerca de 11 a 12 milhões de pessoas. De acordo com o Ethnologue da SIL, mais de meio milhão de suecos étnicos ainda falam o idioma, embora, de acordo com a American Community Survey de 2007, apenas 56.715 o falem em casa. A assimilação cultural contribuiu para o declínio gradual e constante do idioma nos EUA. Após a independência dos Estados Unidos do Reino da Grã-Bretanha, o governo incentivou os colonos a adotarem o idioma inglês como meio de comunicação comum e, em alguns casos, impôs esse idioma a eles. As gerações seguintes de suecos-americanos receberam educação em inglês e o falavam como seu primeiro idioma. As igrejas luteranas espalhadas pelo meio-oeste começaram a abandonar o sueco em favor do inglês como idioma de adoração. Os jornais e as publicações suecas foram desaparecendo aos poucos.
Há comunidades suecas consideráveis em Minnesota, Ohio, Maryland, Filadélfia e Delaware, além de pequenos bolsões isolados na Pensilvânia, São Francisco, Fort Lauderdale e Nova Iorque. Chicago já teve um grande enclave sueco chamado Andersonville, no lado norte da cidade.
John Morton, a pessoa que deu o voto decisivo que levou ao apoio da Pensilvânia à Declaração de Independência dos Estados Unidos, era descendente de finlandeses. A Finlândia fazia parte do Reino da Suécia no século XVIII.

### Valão (do Wisconsin)
O valão de Wisconsin é um dialeto da língua valona, descendente do valão central. É falada na Península de Door, em Wisconsin, Estados Unidos.
Os falantes do valão de Wisconsin são descendentes dos imigrantes belgas que vieram da onda de imigração que durou de 1853 a 1857 e que foi registrada como tendo trazido cerca de 2.000 belgas para Wisconsin. Às vezes, seus falantes se referem a ele em inglês como "belga". Os descendentes dos falantes nativos de valão mudaram para o inglês e, em 2021, a língua valona tinha menos de 50 falantes.

### Galês

Distribuição do idioma galês nos Estados Unidos

Acredita-se que até dois milhões de americanos tenham ascendência galesa. No entanto, sua língua é pouco usada nos Estados Unidos. De acordo com a American Community Survey de 2007, 2.285 pessoas falam galês em casa; principalmente na Califórnia (415), Flórida (225), Nova Iorque (204), Ohio (135) e Nova Jérsei(130). Alguns nomes de lugares, como Bryn Mawr em Chicago e Bryn Mawr, Pensilvânia (inglês: Big Hill) são galeses. Várias cidades da Pensilvânia, principalmente no Welsh Tract, têm nomes galeses, incluindo Uwchlan, Bala Cynwyd, Gwynedd e Tredyffrin.

### Tagalo

Distribuição de residências nos EUA que falam tagalo em casa

Os falantes de tagalo já estavam presentes nos Estados Unidos desde o final do século XVI como marinheiros contratados pelo governo colonial espanhol. No século XVIII, eles estabeleceram assentamentos na Luisiana, como em Saint Malo. Após a anexação americana das Filipinas, o número de falantes de tagalo aumentou constantemente, pois os filipinos começaram a migrar para os EUA como estudantes ou trabalhadores contratados. Seu número, entretanto, diminuiu após a independência das Filipinas, uma vez que alguns filipinos foram repatriados.
Atualmente, o tagalo, juntamente com sua forma padronizada filipina, é falado por mais de um milhão e meio de filipino-americanos e é promovido por organizações cívicas filipino-americanas e consulados filipinos. Como os filipinos são o segundo maior grupo étnico asiático nos Estados Unidos, o tagalo é o segundo idioma asiático mais falado no país, depois dos idiomas chineses. O taglish, uma forma de código linguístico alternado entre o tagalo e o inglês, também é falado por vários filipino-americanos.
O tagalo ainda é ensinado em algumas universidades onde há um número significativo de filipinos. Por ser o idioma nacional e o mais falado das Filipinas, a maioria dos filipinos nos Estados Unidos domina o tagalo, além do idioma regional local.

### Vietnamita

Distribuição do idioma vietnamita nos Estados Unidos

De acordo com o censo de 2010, há mais de 1,5 milhão de americanos que se identificam como vietnamitas de origem, ocupando o quarto lugar entre os grupos asiático-americanos e formando a maior população vietnamita no exterior.
O Condado de Orange, na Califórnia, abriga a maior concentração de vietnamitas étnicos fora do Vietnã, especialmente na área de Little Saigon. Outras comunidades vietnamitas importantes são encontradas nas áreas metropolitanas de San Jose, Houston, Dallas-Fort Worth, Seattle, Northern Virginia e Nova Orleães. Da mesma forma que outras comunidades vietnamitas no exterior em países ocidentais (exceto na França), a população vietnamita nos Estados Unidos foi estabelecida após a Queda de Saigon em 1975 e a tomada do Vietnã do Sul pelos comunistas após a Guerra do Vietnã.

### Línguas do sul da Ásia
Há muitos sul-asiáticos nos Estados Unidos. Entre eles estão indianos, paquistaneses e bengaleses, que falam vários idiomas do sul da Ásia. Os principais desses são o telugu (ver "Telugu" abaixo), malaiala, canarês, tâmil (ver "Tâmil" abaixo), guzerate, hindi e urdu (ver "Hindi e urdu" abaixo), bengali, panjabi, cingalês, nepalês e marata.

#### Hindi e urdu
O hindi e o urdu são os dois registros padrão da língua hindustani, uma língua indo-ariana nativa do norte da Índia, da Índia Central e do Paquistão. Enquanto os registros formais utilizam vocabulário do sânscrito e do árabe e persa, respectivamente, as formas coloquiais são indistinguíveis. O hindi e o urdu são amplamente falados entre as comunidades hindustânicas e paquistanesas nos Estados Unidos como primeiro ou segundo idioma. Os falantes estão concentrados em estados com grandes populações do sul da Ásia, incluindo Califórnia, Illinois, Nova Jérsei, Nova Iorque, Texas e Virgínia.
Além disso, o hindustani é um idioma cultural para muitos sul-asiáticos (principalmente dos estados do cinturão hindu da Índia) que têm diferentes línguas maternas e dialetos. Bollywood em particular, bem como a música de cinema, é um produto cultural importante que influencia muitos jovens sul-asiáticos. Alguns maratas, bangladeshis e bengalis indianos aprendem o idioma ou seus dialetos por meio de filmes.

#### Tâmil
A comunidade tâmil nos Estados Unidos é amplamente bilíngue. O tâmil é ensinado em aulas semanais em muitos templos hindus e por associações como a American Tamil Academy em South Brunswick, Tamil Jersey School em Jersey City, Nova Jérsei.
A forma escrita do idioma é altamente formal e bastante distinta da forma falada. Algumas universidades, como a Universidade de Chicago e a Universidade da Califórnia em Berkeley, têm programas de pós-graduação no idioma.
Na segunda metade do século XX, os tâmeis da Índia migraram como profissionais qualificados para os Estados Unidos, Canadá, Europa e Sudeste Asiático. A população tâmil americana conta com mais de 195.685 pessoas, e a Federação de Sangams Tamil da América do Norte funciona como uma organização guarda-chuva para a crescente comunidade.

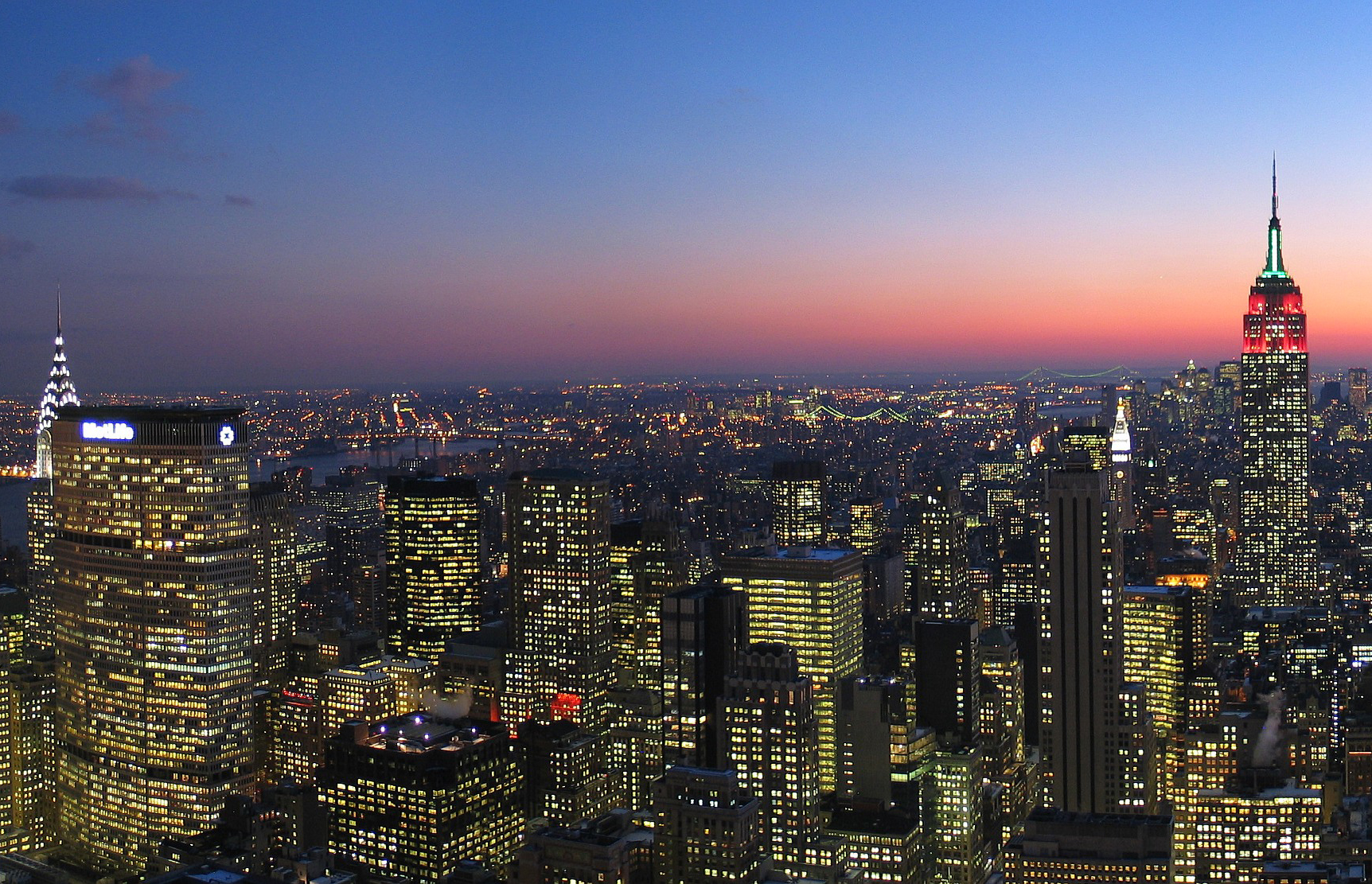
A área metropolitana da cidade de Nova Iorque, incluindo a região central de Nova Jérsei, bem como Long Island e Staten Island, em Nova Iorque, abrigam a maior população tâmil-americana

As áreas metropolitanas de Nova Iorque e Los Angeles abrigam as maiores concentrações de americanos do Sri Lanka que falam tâmil. Estima-se que somente Staten Island, em Nova Iorque, abrigue mais de 5.000 americanos do Sri Lanka, uma das maiores populações do Sri Lanka fora do próprio Sri Lanka, sendo que uma proporção significativa deles fala tâmil.
A região central de Nova Jérsei é o lar da maior concentração populacional de tâmeis, abrigando seu próprio sangam. Populações consideráveis de tâmeis indiano-americanos também se estabeleceram em Washington, bem como na Costa Oeste, no Vale do Silício, onde há associações tâmeis, como a Bay Area Tamil Mandram.

#### Telugu
Havia 171.000 falantes de telugu em 2006-2008. Na segunda metade do século XX, os telugues da Índia (especialmente de Andhra Pradexe, Telanganá, Carnataca e Tâmil Nadu) migraram como profissionais para os Estados Unidos.
A região central de Nova Jérsei abriga a maior concentração populacional de telugues. Eles também se estabeleceram na cidade de Nova Iorque e na área metropolitana de Washington DC, bem como na Costa Oeste, no Vale do Silício. As áreas metropolitanas de Nova Iorque e Los Angeles abrigam as maiores concentrações de falantes de telugu.